# Grumman F-14 Tomcat
Pour les articles homonymes, voir F14.
 (mars 2024).
Si vous disposez d'ouvrages ou d'articles de référence ou si vous connaissez des sites web de qualité traitant du thème abordé ici, merci de compléter l'article en donnant les références utiles à sa vérifiabilité et en les liant à la section « Notes et références ».
Le Grumman F-14 Tomcat est un avion de chasse biréacteur embarqué, dont la particularité est de posséder des ailes à géométrie variable. Destiné à protéger la flotte d'attaques aériennes, il est le premier chasseur conçu aux États-Unis à intégrer les leçons de la guerre du Viêt Nam. Il est devenu mondialement célèbre en 1986, grâce au film Top Gun, avec Tom Cruise.
Entré en service en 1974, il servira pendant 28 ans quasiment sur tous les porte-avions de l'US Navy qui embarquaient chacun 24 exemplaires de cet appareil. En partie en raison  de son prix et ses coûts de maintenance (un exemplaire était estimé à 38 millions de dollars en 1998 et nécessitait près de 50 heures de maintenance pour une heure de vol), il a été retiré du service de l'US Navy en 2006, mais demeure en service en Iran.

## Conception
Le F-14 a été conçu pour remplacer la version navale du F-111, le F-111B. Le développement du F-111B fut prématurément abandonné, début 1968, dès qu'il apparut que l'appareil, trop gros et trop lourd, serait inapte aux opérations à partir d'un porte-avions. La mission du F-14 étant de protéger les porte-avions des attaques de bombardiers, l'avion est donc surtout équipé de missiles air-air à longue portée et d'un puissant radar d'interception.
Le F-14 est un biréacteur biplace à géométrie variable : il peut « replier » ses ailes autour de pivots situés dans les apex de raccord au fuselage. Il adapte ainsi son profil aérodynamique aux conditions de vitesses transsoniques et supersoniques (voilure repliée) ou de vitesses basses, lors d'approches et de combats tournoyants (voilure dépliée). Il est opéré par un tandem : un pilote devant et son officier d'interception radar à l'arrière (RIO : Radar Intercept Officer). Cette disposition est inspirée de celle du F-4 Phantom II et procure à l'ensemble une grande souplesse opérationnelle.

## Historique

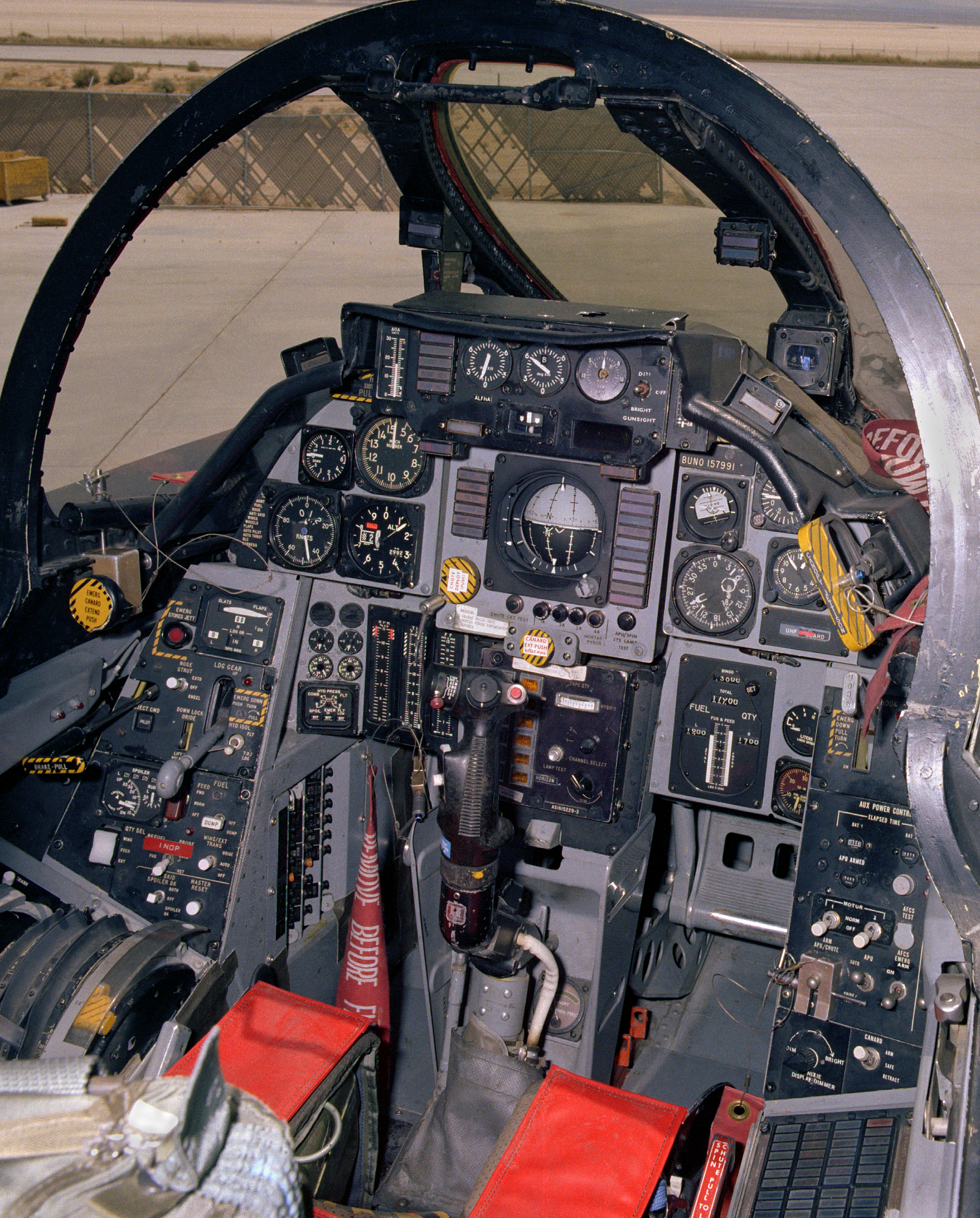
Photo d'un cockpit de F-14A.

### Le projet VFX
En 1968, le programme F-14 est né avec la proposition de la Navy pour le projet VFX (Navy Fighter Experimental) et a abouti à la conception générale de Grumman projet 303 (voir ci-dessous). Le VFX nécessitait un chasseur avec un équipage de deux hommes avec des sièges en tandem, deux moteurs, un système d’armes avancé avec un radar puissant, plus la capacité de transporter une variété de missiles air-air haute performance à longue, moyenne et courte portée et un canon interne. De plus, les aéronefs devraient pouvoir atterrir sur un porte-avions avec une charge d’armement complète.
- Design 303-60 proposé en janvier 1968 : moteurs dans 2 nacelles, aile haute à flèche variable et dérive unique
- 303A du 303-60 : moteurs dans 2 nacelles modifiées, aile haute à flèche variable
- 303B, 303-60 mis à jour pour comparaison de configuration : moteurs dans 2 nacelles, aile haute à flèche variable
- 303C : Moteurs intégrés, aile haute à flèche variable et deux dérives
- 303D : Moteurs intégrés, aile basse à flèche variable et deux dérives
- 303E Fondamentalement, le design gagnant du F-14 : moteurs dans 2 nacelles, aile haute à flèche variable et deux dérives
- 303F : Moteurs intégrés, voilure fixe haute et deux dérives
- 303G : Une version de chasse uniquement (AWG-10, 4 Sparrows) sans capacité Phoenix : moteurs dans 2 nacelles, aile haute à flèche variable

Le 18 juin 1968, l'US Navy publie le cahier des charges d'un nouveau chasseur pour ses groupes aériens embarqués, pouvant atteindre une vitesse de Mach 2 et susceptible d'être armé de missiles air-air de toutes les portées disponibles, de l'AIM-9 Sidewinder (guidage infrarouge, courte portée) à l'AIM-54 Phoenix (guidage radar, très longue portée). L'appareil reprendrait plusieurs équipements développés pour le F-111B, en particulier le système d'armement : radar multicible Hughes AN/AWG-9, missiles AIM-54 Phoenix et turboréacteurs TF30-P.
Grumman, General Dynamics, Ling-Temco-Vought, McDonnell Douglas et North American/Rockwell ont présenté leurs candidature. North American s’est associée à Rockwell pour soumettre une proposition - le modèle NR-323 - une approche prudente basée sur leur conception pour leur F-X terrestre (programme F-15). Ressemblant superficiellement à un croisement entre un F-16 et un A-5 Vigilante à voilure fixe, leur proposition a été la seule à comporter des ailes conventionnelles au lieu de géométrie variable. Les moteurs étaient montés dans une nacelle sous l’avion. L’équipage devait s’asseoir dans un nez courbé au-dessus des prises d’air montées sur le menton, donnant à l’avion un aspect intéressant semblable à un croisement entre un F-16, un MiG-29 et un F-15. Le complément de missiles devait être transporté sous et sur les côtés de l’avion. En raison de l’absence d’ailes à géométrie variable, l’avion présentait des ailes repliables et des surfaces de queue pour faciliter le rangement à bord du porte-avions. La proposition de North American Rockwell n’a pas progressé au-delà du papier et n’a pas été finaliste dans le concours.
La proposition de Vought était le V-507 "Vagabond" à géométrie variable, à dérive unique, capable de porter à la fois six missiles Phoenix ou dix missiles mixtes. Les moteurs étaient placés côte à côte, avec des prises semi-circulaires de chaque côté du fuselage. La maquette de l’avion semblait montrer que les surfaces de queue pouvaient s’incliner vers le bas. L’un des quatre modèles d’ailes oscillantes soumis à la Navy. La conception répondait exactement aux spécifications, cependant, il n’a pas été parmi les conceptions sélectionnées pour un développement ultérieur.
La conception de General Dynamics était vaguement similaire à celle de leur F-111, avec des ailes à géométrie variable. Les différences comprenaient une longueur et une envergure significativement plus petites, tout en ayant une plus grande dérive. Conformément aux exigences, l’équipage de l’avion était en tandem et, pour mieux s’insérer dans le porte-avions, l’aileron arrière est repliable pour réduire la hauteur de l’avion de 22 pieds à 15 pieds. Comme pour les autres conceptions, l’armement des missiles serait transporté sous le fuselage. La proposition de General Dynamics n’a pas été retenue pour un développement ultérieur.
Le McDonnell Douglas modèle 225A a proposé la conception VFX la plus ambitieuse. Comme trois des quatre autres modèles, leur proposition comportait des ailes à géométrie variable. Ils ont également incorporé des ailes canards dans la conception, ainsi qu’une double dérive. Les ailes étaient basses sur l’avion, tandis que les moteurs dominaient le fuselage. Le fuselage était plutôt carré et anti-aérodynamique, il offrait un grand espace pour monter des missiles. Cette proposition ambitieuse a gagné la faveur de la Navy en raison de la bonne maniabilité attendue à laquelle les canards et les dérives jumelles se prêtaient. Le design a été l’un des deux designs finalistes sélectionnés pour un développement ultérieur à la fin de 1968. Une partie des caractéristiques de cette configuration peuvent être constatées sur le F-15 Eagle, vainqueur du programme F-X.
Grumman est déclaré vainqueur le 14 janvier 1969. Ce n'était pas le premier avion à flèche variable de Grumman, qui avait en effet conçu précédemment le XF10F Jaguar et était associé au programme F-111 de General Dynamics.

### Prototypes

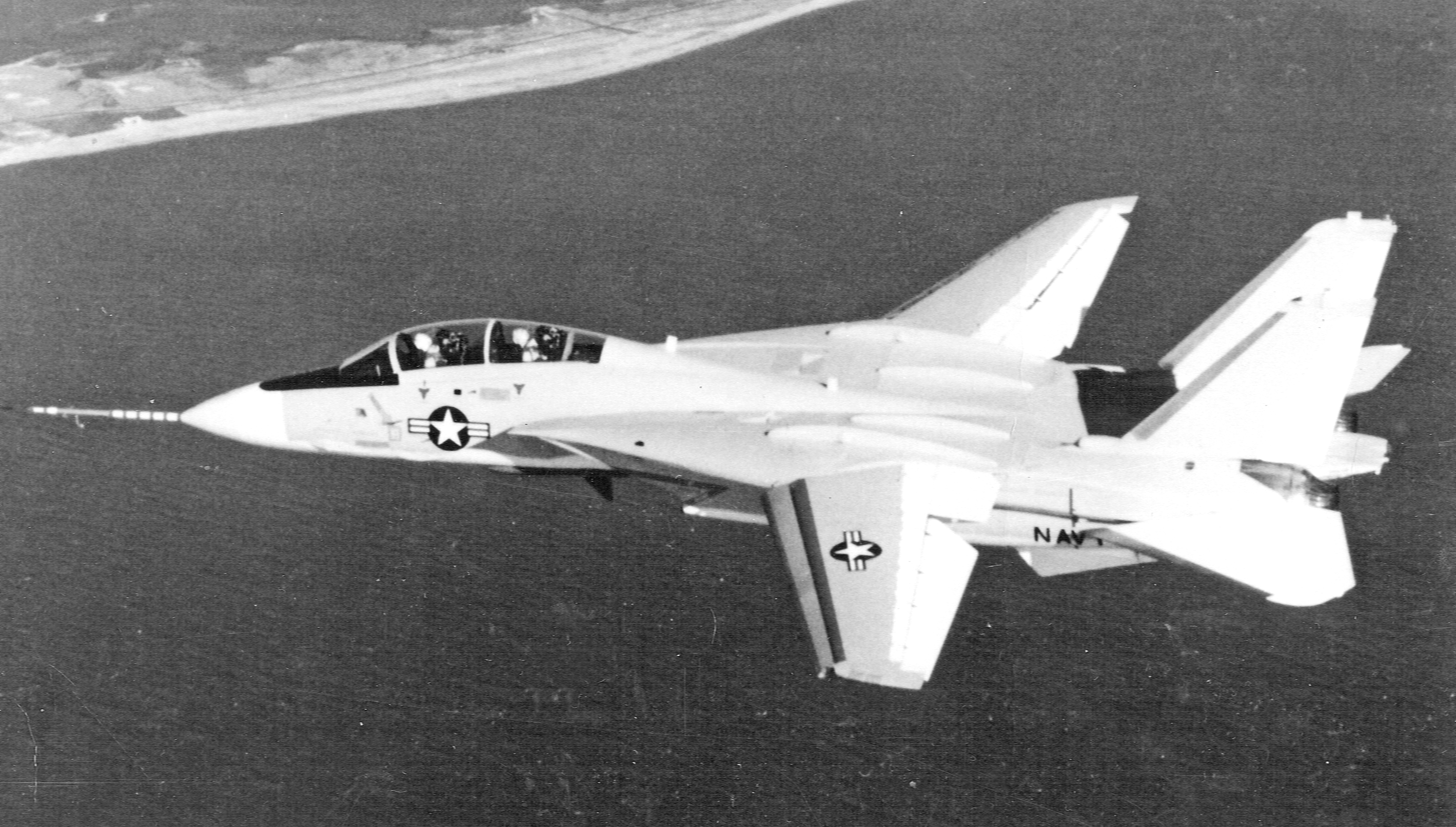
prototype n°1 YF-14A le 30 décembre 1970 peu avant son crash

Le 1er vol du prototype n°1 eut lieu le 21 décembre 1970. Au total, quatorze avions ont été utilisés pour le programme de développement, dont 12 instrumentés. Sur ces 12, deux ont été utilisés pour le développement du système de missile Phoenix chez Hughes Aircraft Corporation à Point Mugu, en Californie. Six avions ont été utilisés pour les essais de cellules et de moteurs dans les installations de Grumman à Calverton, dans l'État de New York, et quatre pour le développement de systèmes avioniques à Point Mugu. Cinq F-14 (sur les six avions « cellule ») ont passé du temps à Patuxent River, dans le Maryland, pour des essais d'aptitude au transport et pour des démonstrations de structure, de motorisation et de performances. Le F-14 ayant fait ses preuves, a été introduit dans l'US Navy seulement 51 mois après l'attribution du contrat. Mais le programme connut beaucoup de problèmes de surcoûts, de délais et de problèmes techniques (3 prototypes s'écrasèrent) et la société Grumman se trouva en grande difficulté.
Liste des prototypes:

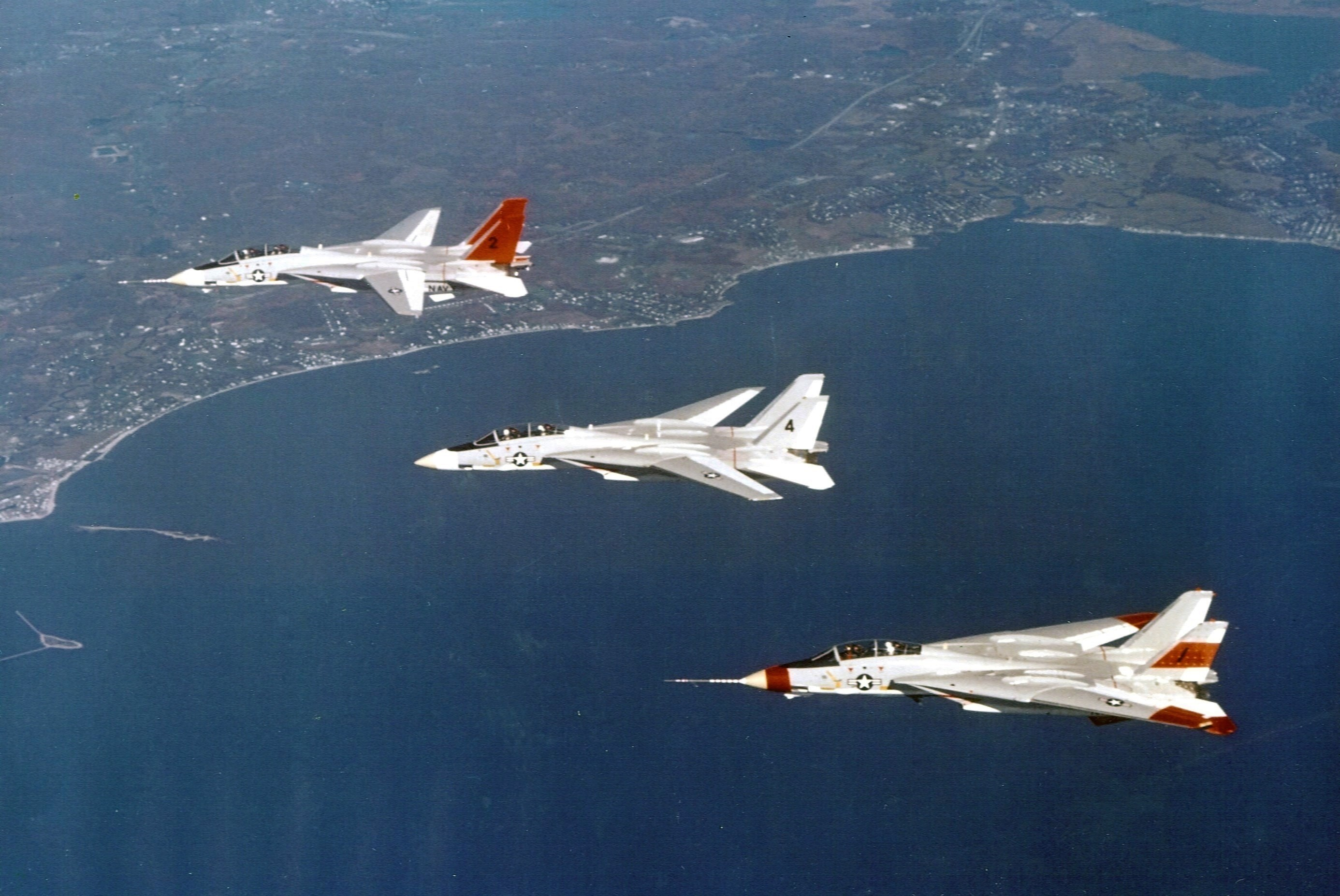
3 prototypes de F-14 Tomcat en vol vers 1972

- 157980 : 1er prototype. Le 30 décembre 1970, lors du deuxième vol de l'avion, le Tomcat n°1 est perdu en raison d'une panne d'une pompe hydraulique qui entraîne une perte totale des commandes de vol. L'équipage a réussi à s'éjecter en toute sécurité et l'avion s'est écrasé avant la piste dans les installations de Grumman à Calverton, New-York.
- 157981 : 2e prototype utilisé pour les tests de tenue de route à basse vitesse. Radié le 13.05.1974 : a subi un incendie d'APU à hydrazine en vol, a atterri en toute sécurité, mais il a été répertorié hors service en raison de dommages importants.
- 157982 : 3e prototype utilisé pour les tests de structure non destructifs. Exhibé au Cradle of Aviation Museum (en), Garden City, NY.
- 157983 : 4e prototype, le 1er F-14 avec AN/AWG-9, utilisé pour l'évaluation du missile AIM-54. Détruit en décembre 1985.
- 157984 : 5e prototype utilisé pour démontrer la compatibilité des systèmes. Exhibé au National Museum of Naval Aviation, Pensacola, FL.

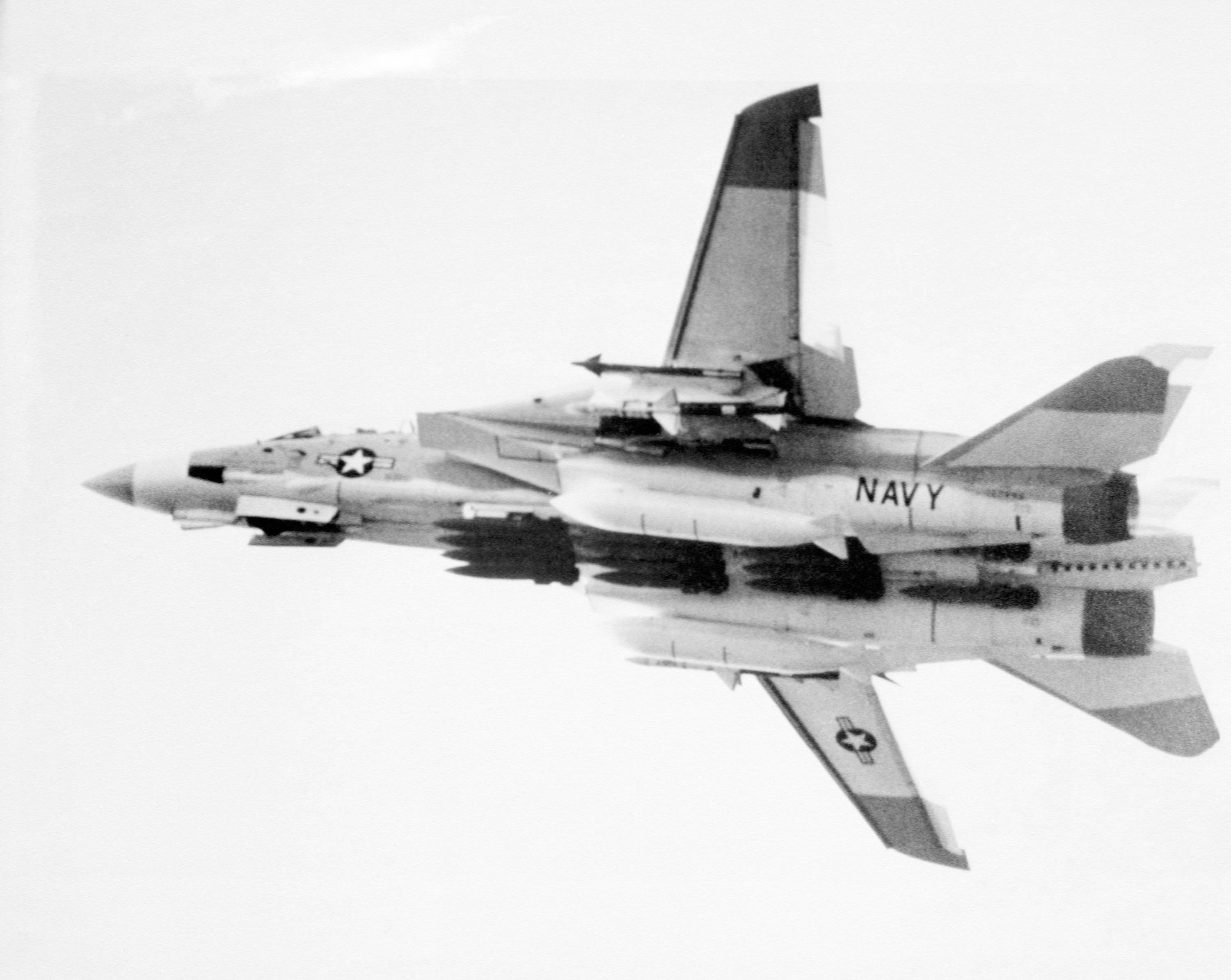
Prototype F-14A Tomcat pendant des essais d'armes en 1973

- 157985 : 6e prototype : Tests de séparation de missiles et de séparation d'armes. Le n°6 s'est écrasé le 20 juin 1973 : l'avion a été perdu près de Point Mugu lorsqu'un missile AIM-7 s'est cabré au lancement et a rompu un réservoir de carburant, provoquant un incendie qui a nécessité l'éjection de l'équipage.

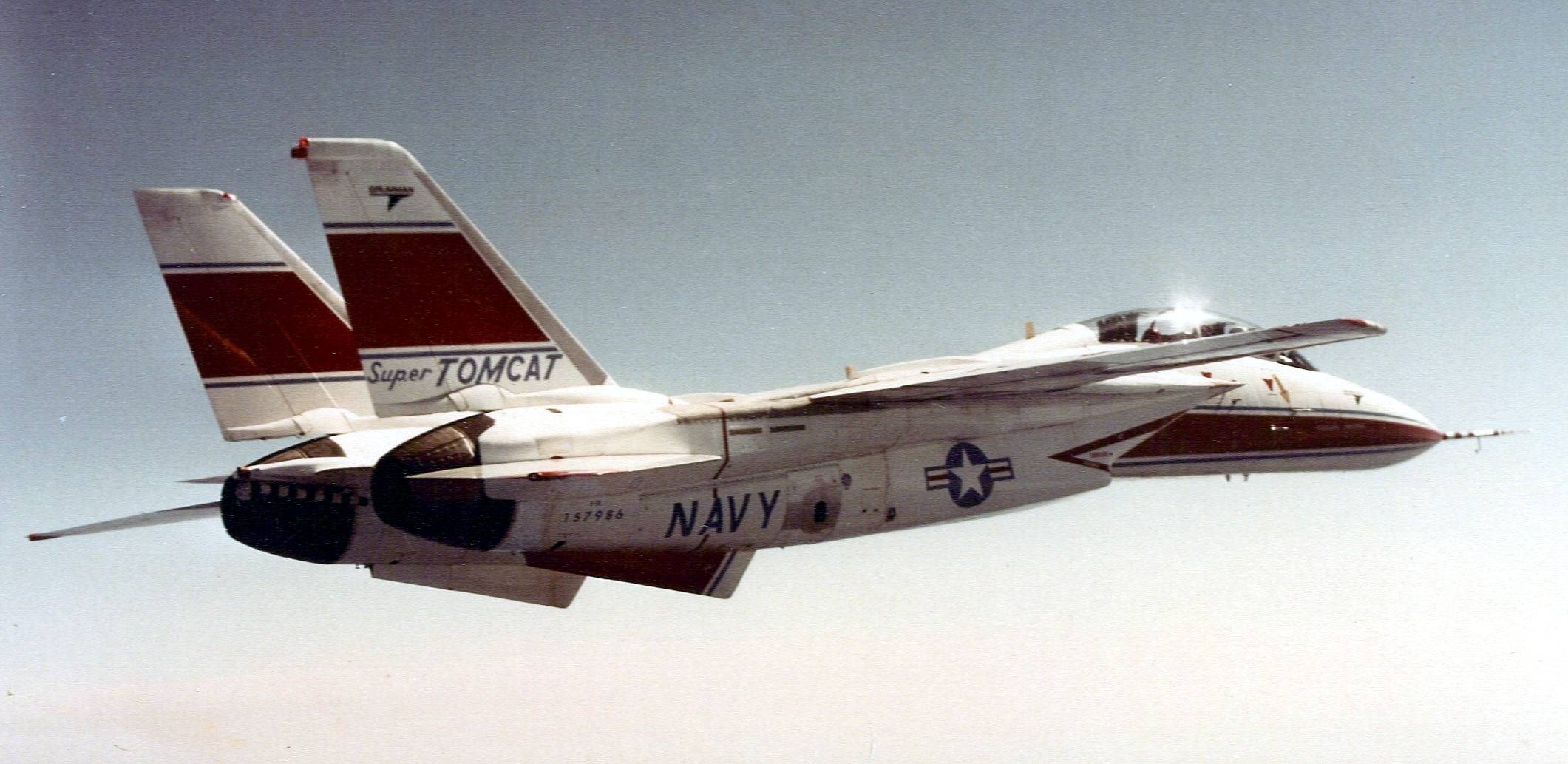
F-14B Tomcat 7e prototype en vol en 1973

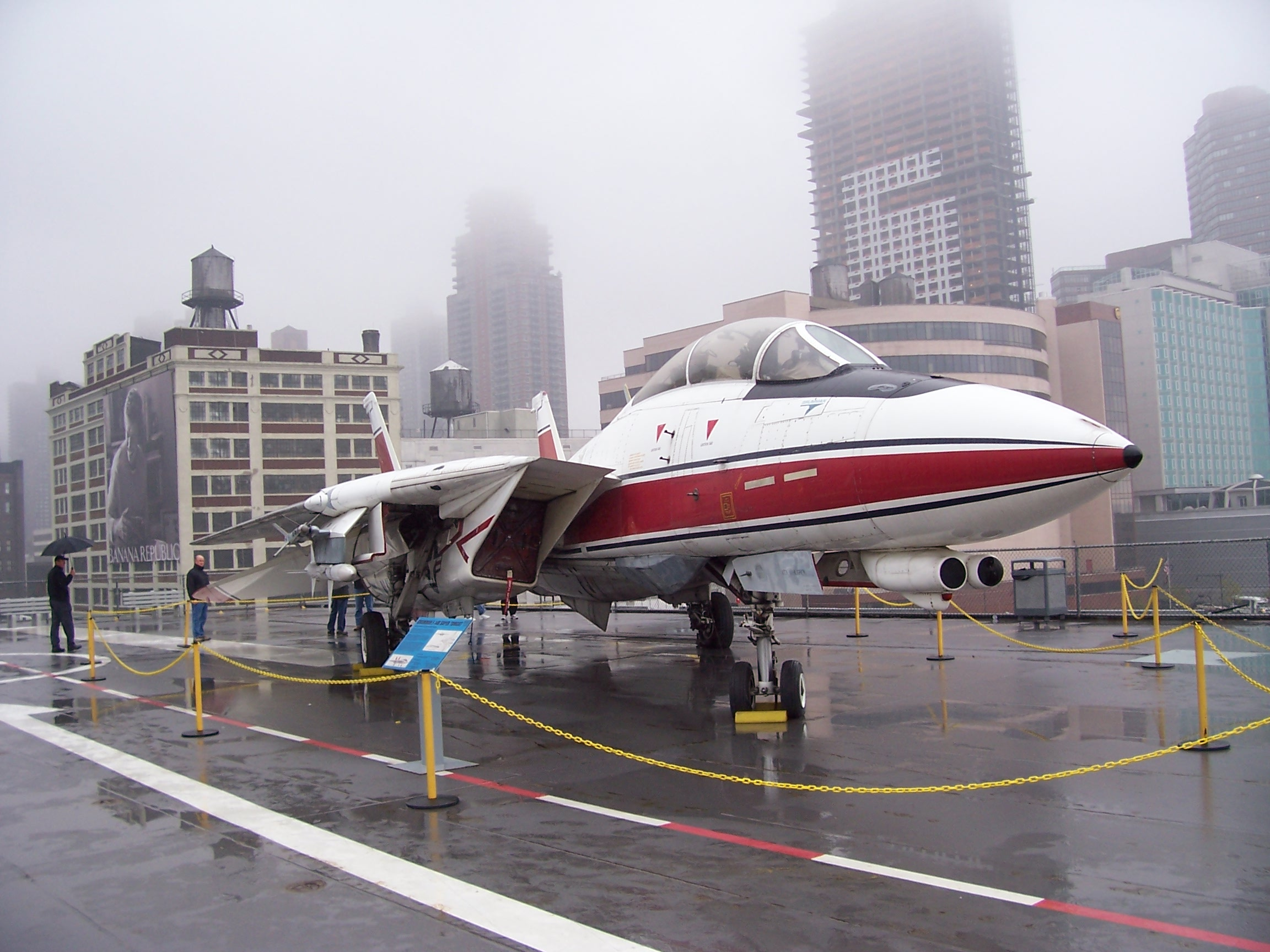
F-14B Tomcat 7e prototype au musée USS Intrepid, NY 2006

- 157986 : 7e prototype utilisé comme banc d'essai moteur, puis rééquipé en 1973 de nouveaux moteurs Pratt & Whittney F401-P400. Le prototype du F-14B-30GR équipé de moteurs F401 a effectué son vol inaugural dès le 12 septembre 1973. Mais les tests avec le moteur F401 n'ont pas été aussi satisfaisants que souhaité et finalement, après avoir effectué une série de vols d'essai, il a été stocké à long terme à Bethpage. Modifié en 1981 avec des moteurs General Electric F101DFE: Avec leurs 65 000 livres de poussée, les moteurs du F101DFE produisaient suffisamment de puissance pour donner au F-14 un rapport poussée/poids de presque un pour un. Cela signifie que le prototype du F-14B était capable d’accélérer à la verticale, ce dont le F-14A était incapable. Mais la Marine – et non les pilotes – s’est prononcée contre le F-14B et le programme d’essais a pris fin en septembre 1981. Quelques années plus tard, en juillet 1984, Grumman reçut l'ordre de sortir à nouveau le prototype F-14B du stockage et d'installer une paire de moteurs General Electric F110-GE-400. En juillet 1984, les essais en vol du nouveau moteur ont commencé et cette fois les tests se sont révélés très réussis, ce qui a conduit à la production du F-14A(+) en mars 1987. Le prototype F-14B a de nouveau été stocké à long terme à Bethpage. Il est exhibé au Intrepid Sea-Air-Space Museum, NY[5].
- 157987 : 8e prototype pour les tests d'évaluation de la Navy. L'avion s'est écrasé au sol le 13.05.1974 après avoir subi un incendie moteur à Patuxent River
- 157988 : 9e prototype pour l'évaluation du radar AN/AWG-9. Exhibé au NAS Oceana Air Park, VA
- 157989 : 10e prototype utilisé pour l'évaluation de la qualification sur porte-avions. Il s'est écrasé le 30.06.1972 près de la baie de Chesapeake (Virginie) alors qu'il s'entraînait pour un spectacle aéronautique à Patuxent River.

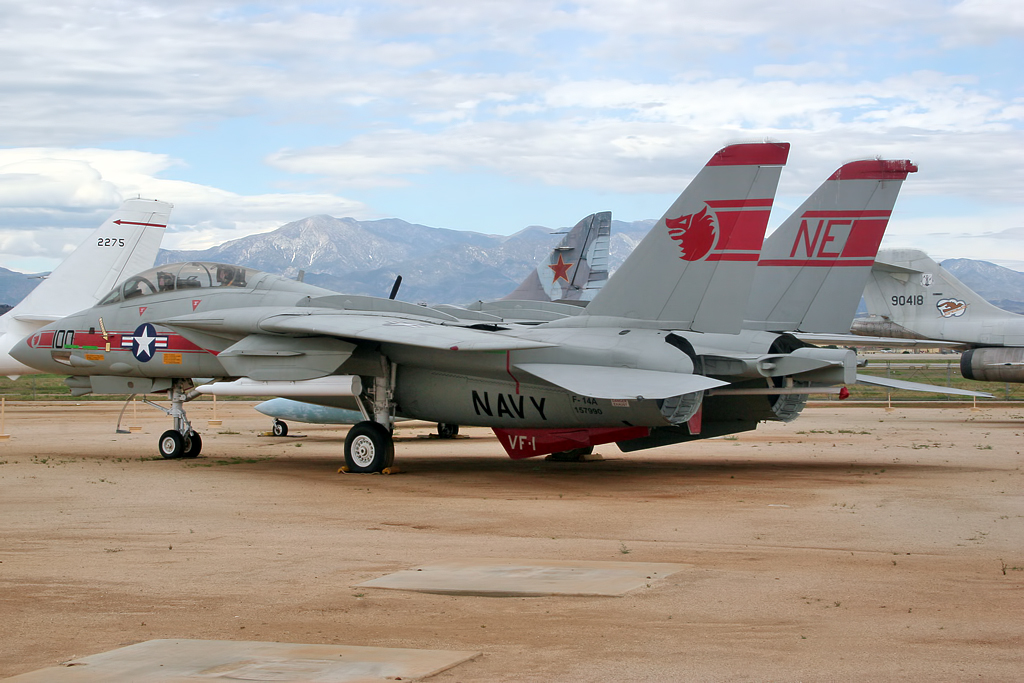
11e prototype du F-14A Tomcat n°157990

- 157990 : 11e prototype utilisé pour les tests avioniques des systèmes hors armes. Exhibé au March Field Air Museum (en), CA
- 157991 : 12e prototype (rebaptisé Prototype #1X) utilisé pour les tests de vol à grande vitesse, modifié pour un fonctionnement avec le pilote seul. Détruit le 30/09/1990[4].

### Production et Export
Le contrat de production des 122 premiers F-14 était forfaitaire avec intéressement. Pour éviter la faillite, Grumman refusa d'exécuter la production des 48 appareils du lot V de l'année fiscale 1973 dans les conditions du contrat. Une longue négociation avec l'US Navy dont l'issue tenait compte de la forte inflation et approuvée par le Congrès des États-Unis permit la poursuite de la production.
La décision du Shah d'Iran d'acheter l'avion avec le projet Persian King d'une valeur de deux milliards de dollars américains avec un premier contrat signé le 7 janvier 1974 pour 30 avions suivit d'un second contrat pour 50 avions en juin 1974 aida à poursuivre le programme. L'appareil entre en service opérationnel en décembre 1973 dans l'US Navy et effectue son premier déploiement opérationnel à bord du USS Enterprise (CVN-65) à partir du 17 septembre 1974 avec les escadrons VF-1 et VF-2.
À son entrée en service, ses performances étaient très supérieures à celles de ses contemporains soviétiques. Il était en fait le premier avion d'une nouvelle génération. Celle-ci succédait aux fameux « Century Series Fighters » et à leurs équivalents embarqués de la période 1955–1970.

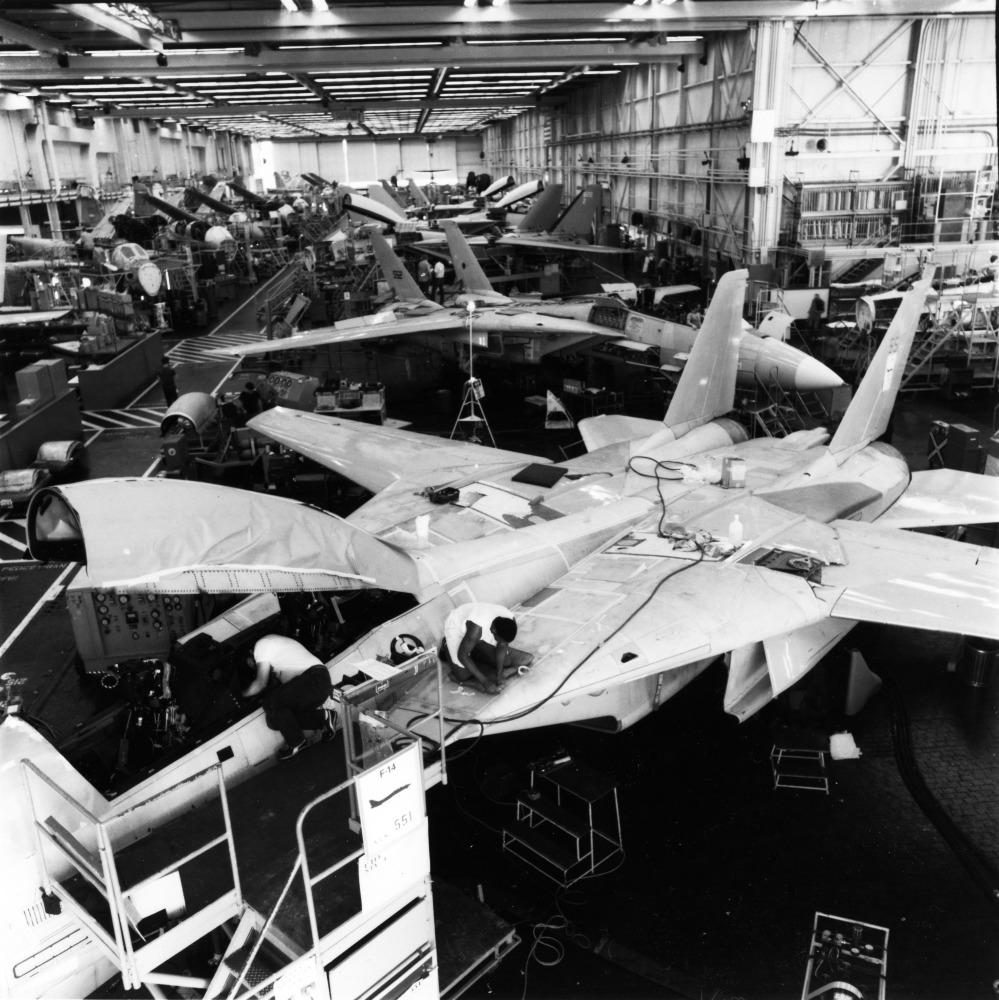
Ligne de production de F-14A en 1986,, Riverhead, État de New York.

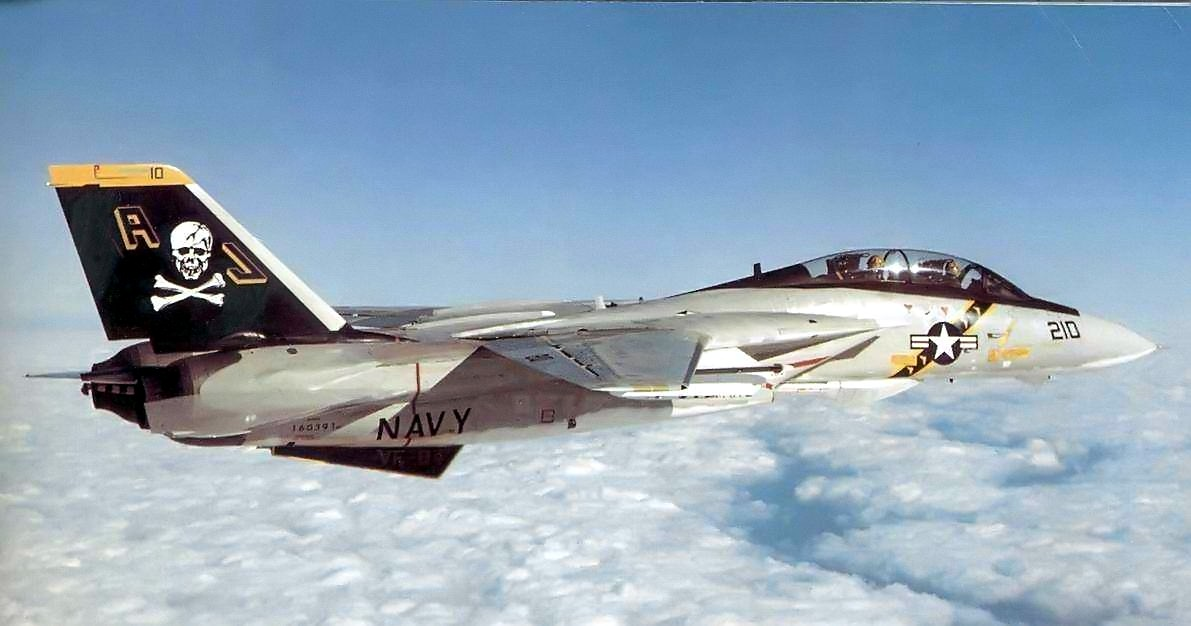
F-14A décoré du drapeau pirate de l'escadron VF-84 « Jolly Rogers », années 1980.

L'appareil est ensuite modernisé, et les modèles suivants F-14B et F-14D reçoivent un turboréacteur de la génération suivante, le General Electric F110 (le réacteur du F-15 Eagle et du F-16 Fighting Falcon) pour remplacer le TF30-P, peu fiable et dépassé.
Soixante-dix-neuf F-14A sur quatre-vingt légèrement bridés au niveau du radar Hugues AWG-9, sont livrés à l'Iran pahlavi avant la révolution islamique de 1979 pour lesquels une base aérienne a été spécifiquement construite près d'Ispahan, la 8th Tactical Fighter Base (TFB 8) (ou Tactical Air Base - TAB 8 -). Les F-14 de numéro de construction 160299 à 160378 (F-14A-90/95-GR) ont été construits pour l'Iran, le premier effectuant son premier vol le 5 décembre 1975 et le dernier (N° 160378) restant aux États-Unis après la révolution islamique en Iran. Après la réorientation de l'Iran et ses bonnes relations avec l'URSS, la Navy essaya de changer rapidement ses radars AN/AWG-9 et ses systèmes de missiles AIM-54. De cette façon, toutes les données tombées entre les mains de l’ennemi leur seraient pour la plupart inutiles.
Un autre client étranger possible aurait pu être le Japon lorsque sa Force aérienne d'autodéfense japonaise était sur le point d’acheter un remplaçant pour ses chasseurs vieillissants. Encore une fois, la décision a dû être prise entre le F-14 et le F-15. Grumman a déployé de gros efforts pour remporter ce contrat avec le Japon, mais cette fois le F-15 Eagle a gagné.
Même l'Allemagne de l'Ouest était au début des années 1970 un client potentiel pour le F-14. Le lieutenant-général Johannes Steinhoff de la Luftwaffe a même visité la chaîne de production du Grumman.
Enfin, dans les années 1970, Grumman cherchait à vendre des F-14 au Canada. Les Canadiens semblaient intéressés et se sont même rendus à l'usine de Grumman pour un briefing, un contrôle, etc. Ils avaient besoin de quelque chose pour remplacer leurs vieillissants F-101 Voodoo, et le F-14 semblait être la réponse mais l'affaire a échoué.

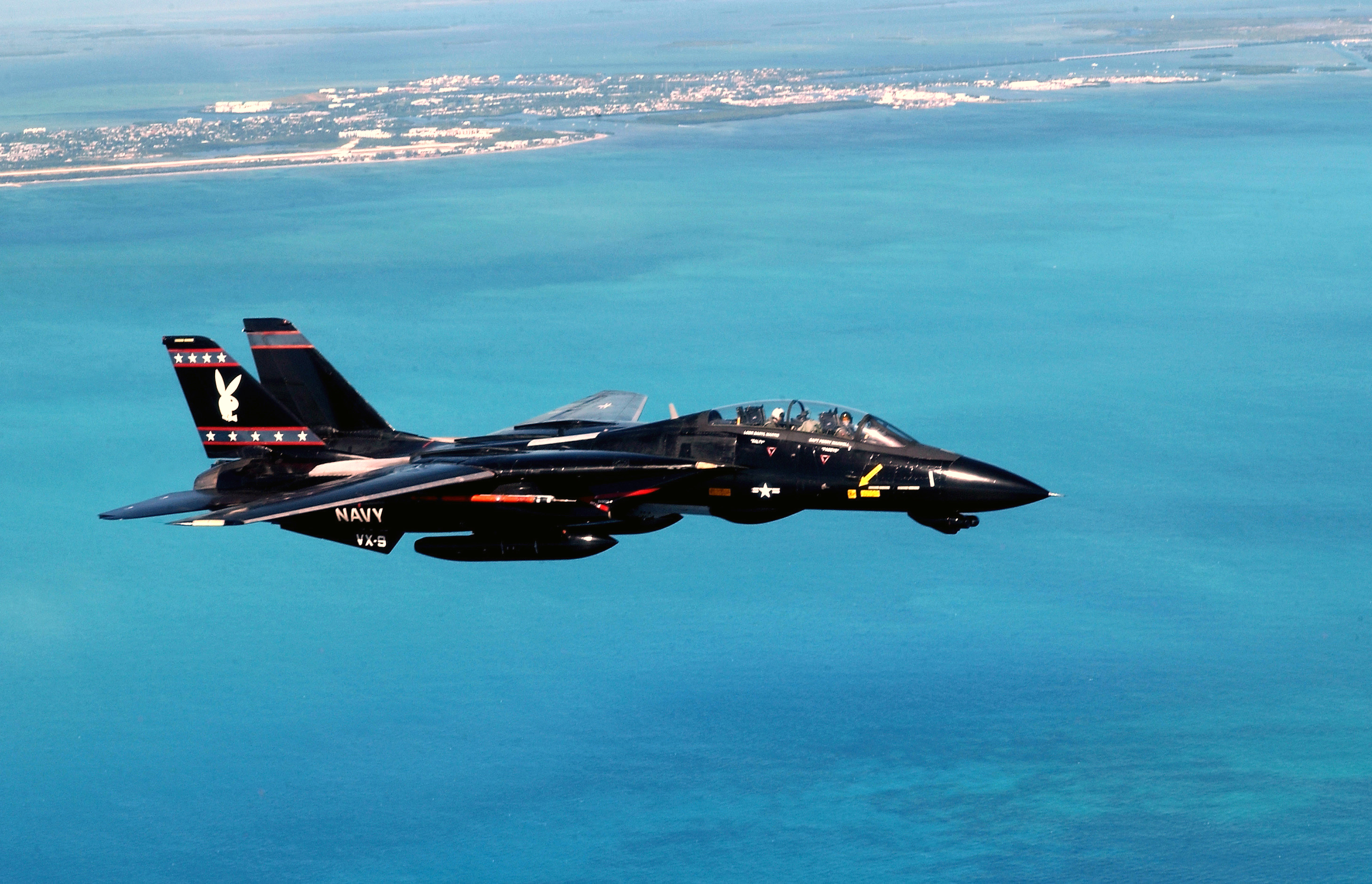
Le dernier F-14D (buNo 164604) peint en noir et décoré du marquages de queue de l'escadron VX-9 « Vampires heads » de NAS Point Mugu

Le dernier des 632 exemplaires (F-14D Build n° 164604) de l'US Navy est livré le 10 juillet 1992, et l'avion est officiellement retiré du service le 22 septembre 2006. Le Tomcat a depuis été remplacé par le F/A-18E/F Super Hornet.

Production de F-14 neufs :
| Année | 1969 | 1970 | 1971 | 1972 | 1973 | 1974 | 1975 | 1976 | 1977 | 1978 | 1979 | 1980 | 1981 | 1982 | 1983 | 1984 | 1985 | 1986 | 1987 | 1988 | 1989 | 1990 | Total |
| ----- | ---- | ---- | ---- | ---- | ---- | ---- | ---- | ---- | ---- | ---- | ---- | ---- | ---- | ---- | ---- | ---- | ---- | ---- | ---- | ---- | ---- | ---- | ----- |
| F-14A | 6    | 6    | 26   | 48   | 48   | 50   | 80   | 86   | 45   | 44   | 38   | 30   | 30   | 30   | 24   | 24   | 24   |      |      |      |      |      | 639   |
| F-14B |      |      |      |      |      |      |      |      |      |      |      |      |      |      |      |      |      | 18   | 13   | 5    |      |      | 36    |
| F-14D |      |      |      |      |      |      |      |      |      |      |      |      |      |      |      |      |      |      |      | 7    | 12   | 18   | 37    |
| Total | 6    | 6    | 26   | 48   | 48   | 50   | 80   | 86   | 45   | 44   | 38   | 30   | 30   | 30   | 24   | 24   | 24   | 18   | 13   | 12   | 14   | 18   | 712   |

Livraisons de F-14 à l'US Navy :
| Année        | 1971 | 1972 | 1973 | 1974 | 1975 | 1976 | 1977 | 1978 | 1979 | 1980 | 1981 | 1982 | 1983 | 1984 | 1985 | 1986 | 1987 | 1988 | 1989 | 1990 | 1991 | 1992 | Total |
| ------------ | ---- | ---- | ---- | ---- | ---- | ---- | ---- | ---- | ---- | ---- | ---- | ---- | ---- | ---- | ---- | ---- | ---- | ---- | ---- | ---- | ---- | ---- | ----- |
| F-14A        | 4    | 9    | 32   | 60   | 71   | 45   | 36   | 44   | 38   | 30   | 30   | 30   | 30   | 26   | 21   | 27   | 8    | 16   |      |      |      |      | 557   |
| F-14A plus/B |      |      |      |      |      |      |      |      |      |      |      |      |      |      |      |      |      | 1    | 17   | 15   | 5    |      | 38    |
| F-14D        |      |      |      |      |      |      |      |      |      |      |      |      |      |      |      |      |      |      |      | 13   | 14   | 10   | 37    |
| Total        | 4    | 9    | 32   | 60   | 71   | 45   | 36   | 44   | 38   | 30   | 30   | 30   | 30   | 26   | 21   | 27   | 8    | 17   | 17   | 28   | 19   | 10   | 632   |

## Spécifications

### Caractéristiques générales
|                             | F-14A                                                                           | F-14A+/B                                                                       | F-14D                                                                          |
| --------------------------- | ------------------------------------------------------------------------------- | ------------------------------------------------------------------------------ | ------------------------------------------------------------------------------ |
| Équipage                    | 2 : pilote, officier d'interception radar (RIO)                                 | 2 : pilote, officier d'interception radar (RIO)                                | 2 : pilote, officier d'interception radar (RIO)                                |
| Longueur                    | 19,10 m                                                                         | 19,10 m                                                                        | 19,10 m                                                                        |
| Envergure maximum           | 19,54 m                                                                         | 19,54 m                                                                        | 19,54 m                                                                        |
| Hauteur                     | 4,88 m                                                                          | 4,88 m                                                                         | 4,88 m                                                                         |
| Surface alaire              | 52,49 m2                                                                        | 52,49 m2                                                                       | 52,49 m2                                                                       |
| Allongement                 | 7,28 m                                                                          | 7,28 m                                                                         | 7,28 m                                                                         |
| Profil d'aile               | NACA 64A209.65 modifié à l'emplanture, NACA 64A208.91 modifié à l'extrémité     | NACA 64A209.65 modifié à l'emplanture, NACA 64A208.91 modifié à l'extrémité    | NACA 64A209.65 modifié à l'emplanture, NACA 64A208.91 modifié à l'extrémité    |
| Masse à vide                | 18 191 kg                                                                       | 18 951 kg                                                                      | 19 837 kg                                                                      |
| Masse avec charge 4 AIM-54  | 30 200 kg                                                                       | 31 100 kg                                                                      | 32 098 kg                                                                      |
| Masse maximale au décollage | 32 658 kg                                                                       | 33 724 kg                                                                      | 33 724 kg                                                                      |
| Motorisation                | 2× turboréacteurs à double flux Pratt & Whitney TF30-P-412A avec postcombustion | 2x turboréacteurs double flux General Electric F110-GE-400 avec postcombustion | 2x turboréacteurs double flux General Electric F110-GE-400 avec postcombustion |
| Poussée unitaire            | 2 x 41,8 kN à sec, 2 x 93 kN avec P.C.                                          | 2 x 56,4 kN à sec, 2 x 104 kN avec P.C.                                        | 2 x 56,4 kN à sec, 2 x 104 kN avec P.C.                                        |
| Capacité en carburant       | 7 348 kg internes + 1 724 kg externes                                           | 7 348 kg internes + 1 724 kg externes                                          | 7 348 kg internes + 1 724 kg externes                                          |

### Cellule

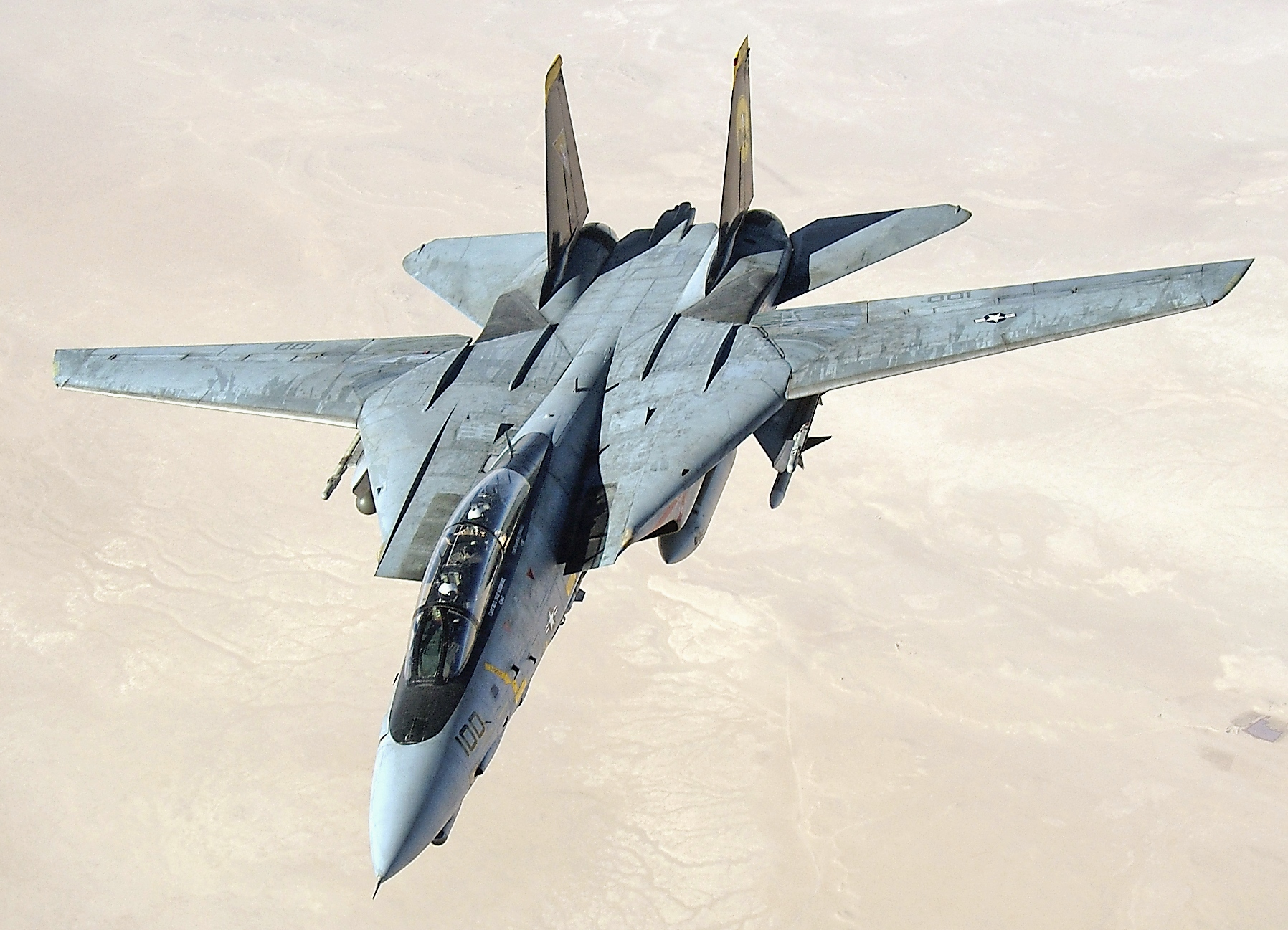
Tomcat avec ailes complètement déployées

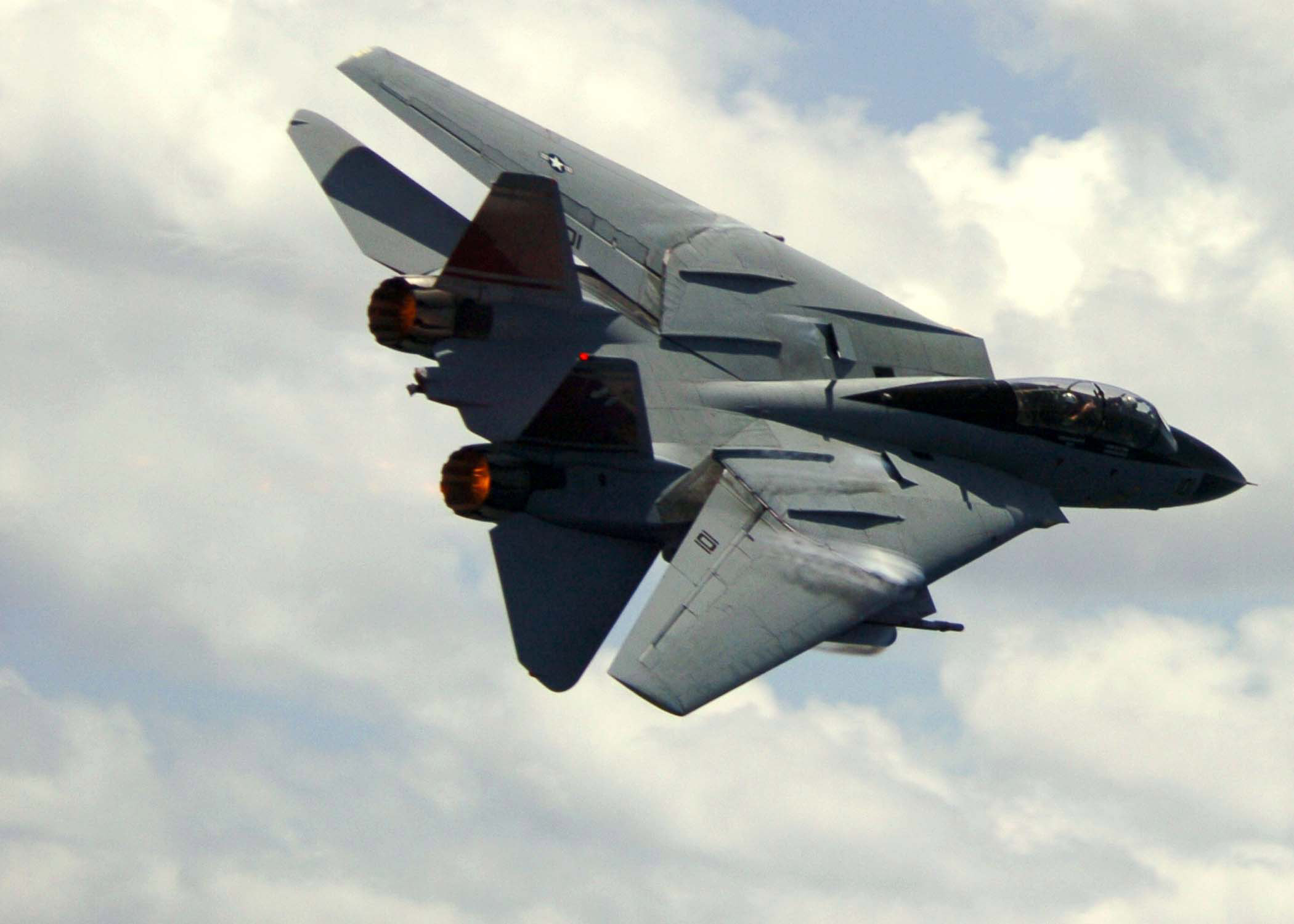
Tomcat avec ailes repliées

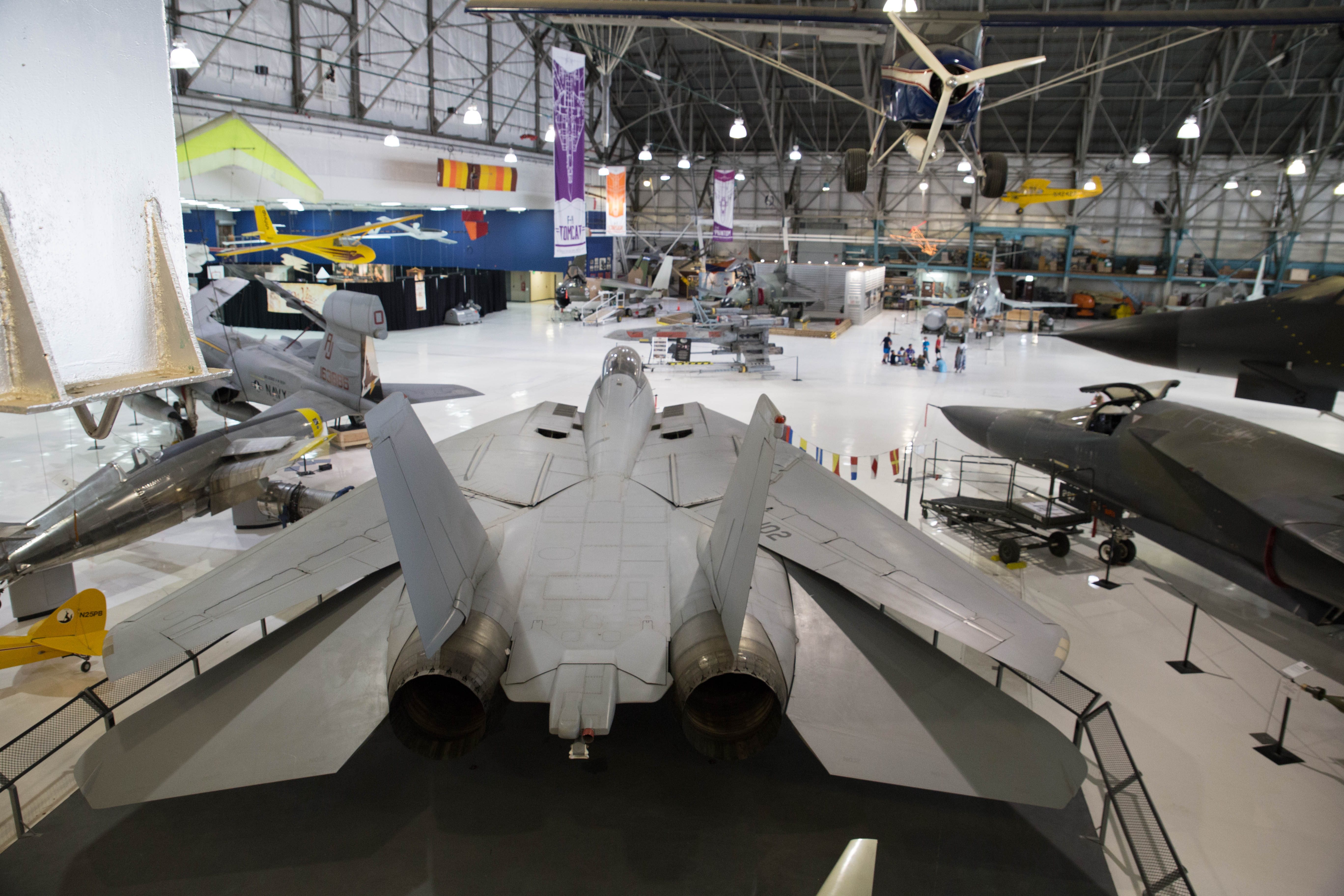
Tomcat avec ailes complètement repliées pour le parking exposé au Wings Over the Rockies Air and Space Museum en 2017.

La particularité de l'avion réside dans ses ailes pivotantes. Afin d'atteindre des vitesses d'interception élevées, elles peuvent être basculés vers l'arrière et pivotés vers l'avant en vol lent. En général, les performances de vol du F-4 Phantom II devraient être dépassées dans la plupart des paramètres, par exemple grâce à des performances de montée plus élevées. En fonction des conditions de vol, les ailes sont inclinées entre 20° et 68° par le « Central Air Data Computer (CADC) » pour obtenir le rapport optimal entre la portance et la résistance de l'air. Le pilote peut contourner manuellement l'ordinateur si nécessaire. Au sein d'une équipe de la compagnie Garrett AiResearch, sous-traitant de l'avionneur Grumman, deux frères américains ont à la fin des années 1960 conçu le "Central Air Data Computer", qu'il serait légitime de considérer comme le premier microprocesseur de l'histoire avant l'Intel 4004. Ce CADC n'est pas seulement en avance de quelques mois sur l'Intel 4004 : il est capable de faire calculer ses modules en parallèle ou d'exécuter ses instructions en pipeline, en avance de nombreuses années sur les puces du marché commercial. L'existence de ce modèle beaucoup plus performant que le 4004 est révélée en 1998.
Au sol, les ailes peuvent pivoter de 75° pour gagner de la place, notamment sur les porte-avions. Les ailes sont constituées de structures à deux châssis avec réservoirs de carburant intégrés. Le caisson de torsion, les articulations de pivotement et les revêtements extérieurs supérieur et inférieur de l'aile sont en alliage de titane. À des vitesses plus élevées et donc des angles de pivotement plus élevés, les fonctions d'aileron et de profondeur sont assurées par les gouvernes de queue. Des aides à la sustentation sur tout le bord d'attaque et de fuite de l'aile améliorent encore la portance à l'atterrissage ou en combat aérien : les volets du bord d'attaque s'ajustent à 17° à l'atterrissage et 7° en combat, les volets du bord de fuite à 35° à l'atterrissage et 10° en combat aérien. La double dérive améliore la stabilité en lacet même à des angles d'attaque élevés sans construire l'avion inutilement haut.

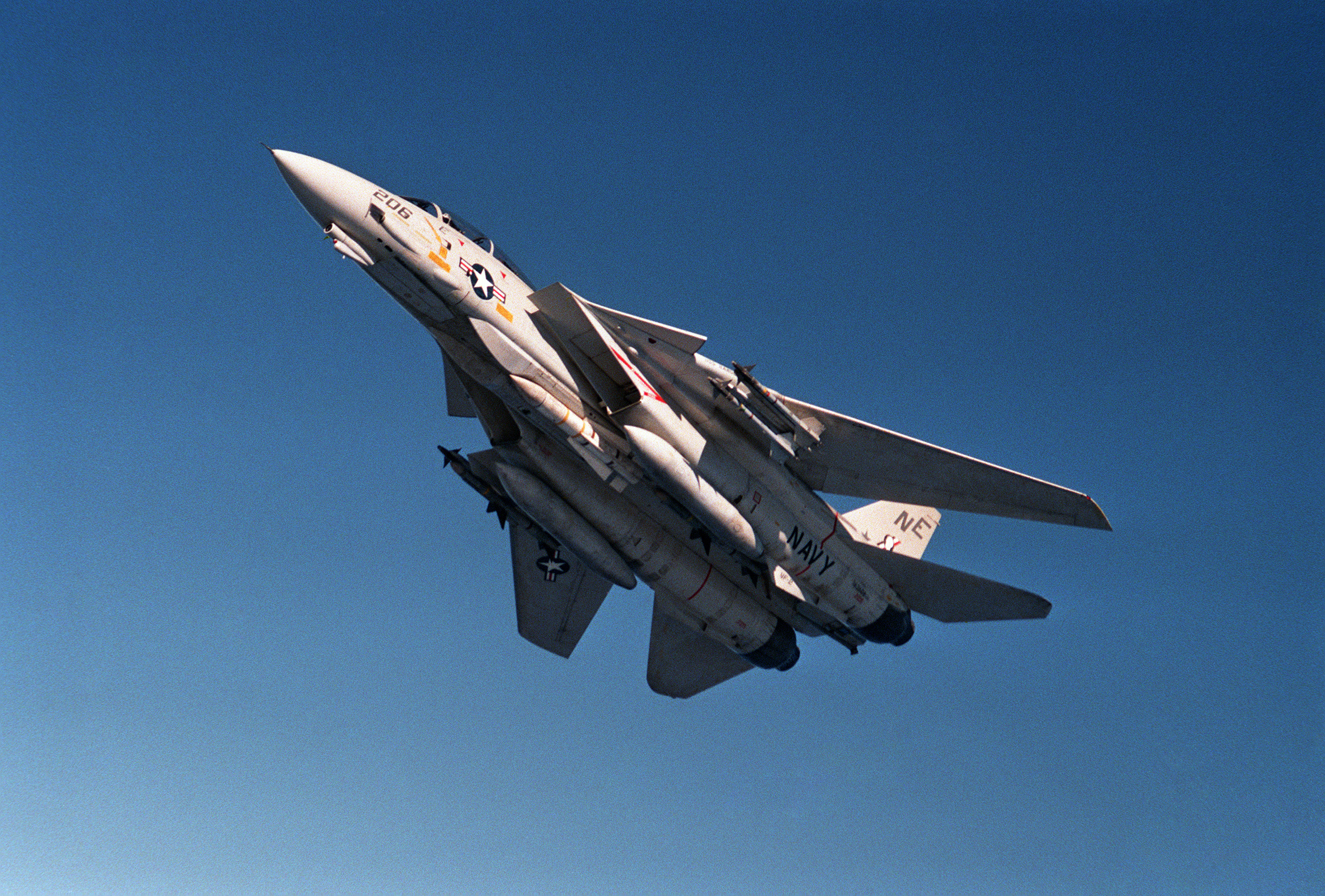
Tomcat avec ailes à moitié déployées et ailettes déployées

Afin de compenser les changements du moment de tangage provoqués par le changement de géométrie de l'aile lors d'un vol supersonique, le F-14A est doté de petits ailerons triangulaires à extension automatique (« ailettes ») à la transition entre le cockpit et l'emplanture de l'aile. Le problème ici est que l'avion est toujours aérodynamiquement stable, donc le point de pression est toujours derrière le centre de gravité de la machine. En faisant pivoter les ailes, le point de pression est déplacé plus en arrière, et le point de pression se déplace également plus en arrière pendant le passage transsonique. Afin de réduire la marge de stabilité, beaucoup trop importante, les ailettes sont déployées à partir de Mach 1,4, ce qui repousse le point de pression plus en avant. Cette idée de l'ingénieur principal Bob Kress rend le Tomcat plus maniable en vol supersonique, de sorte que les manœuvres à 7,5g peuvent toujours être effectuées à Mach 2.
Les freins aérodynamiques se composent de deux surfaces entre les moteurs, qui peuvent être écartées de haut en bas. En raison du crochet d'accrochage, la moitié inférieure du frein pneumatique est conçue en deux parties.

### Moteurs

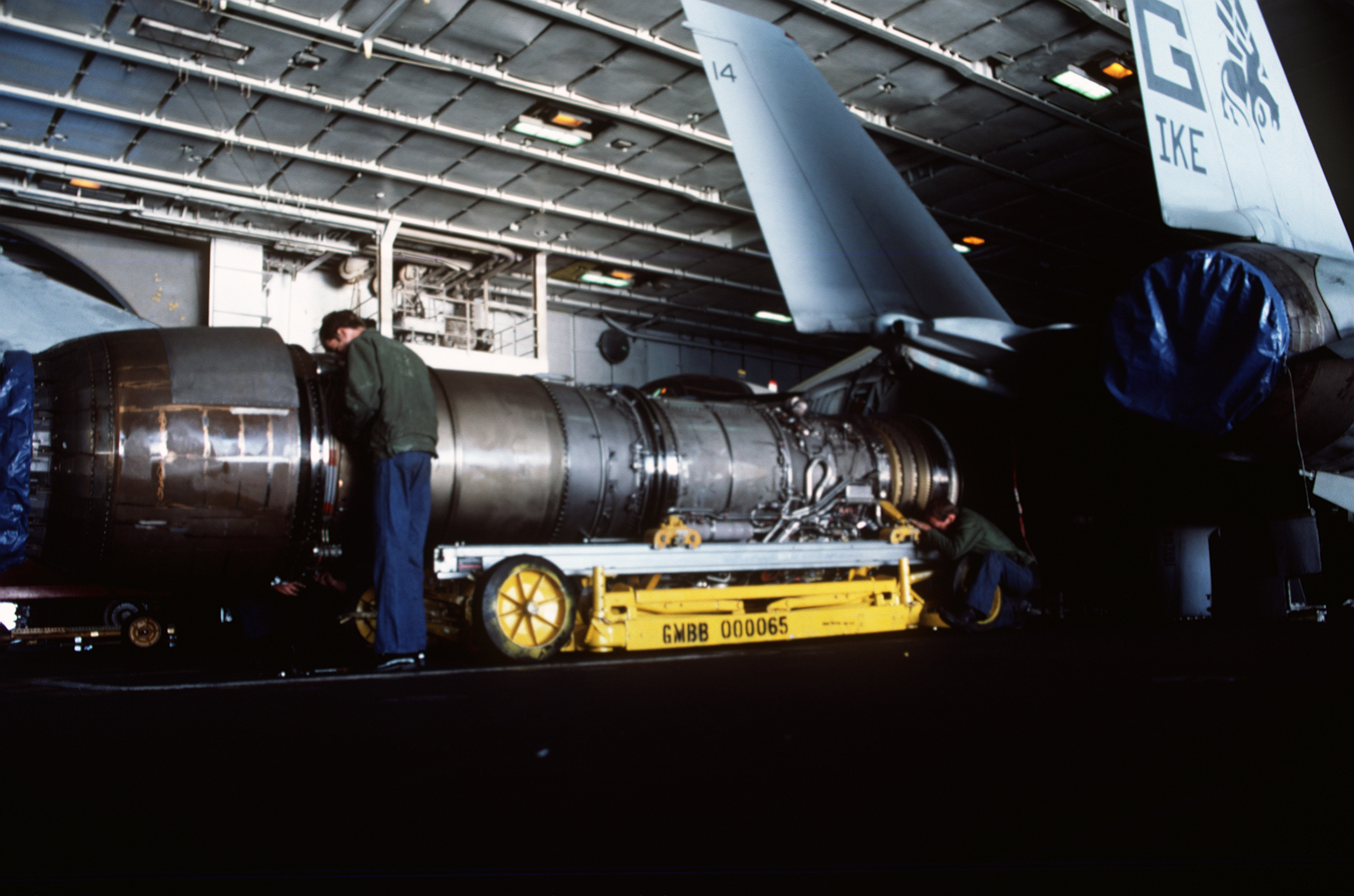
Un turboréacteur TF30-P-412A en cours de préparation pour être installé dans un F-14A.

- F-14A : deux Pratt & Whitney TF30, d'une poussée de 9 480 kg chacun. Ces turboréacteurs, qui équipaient aussi les F-111, n'avaient pas été conçus à l'origine pour les avions de chasse et ils posèrent de graves problèmes. Beaucoup d'avions s'écrasèrent à cause de ces moteurs, qui sont le grand point faible de l'appareil. Ils calent fréquemment aux angles d'attaque élevés et durant les phases de lancement de missiles. Ils assurent cependant une vitesse maximale très élevée ;

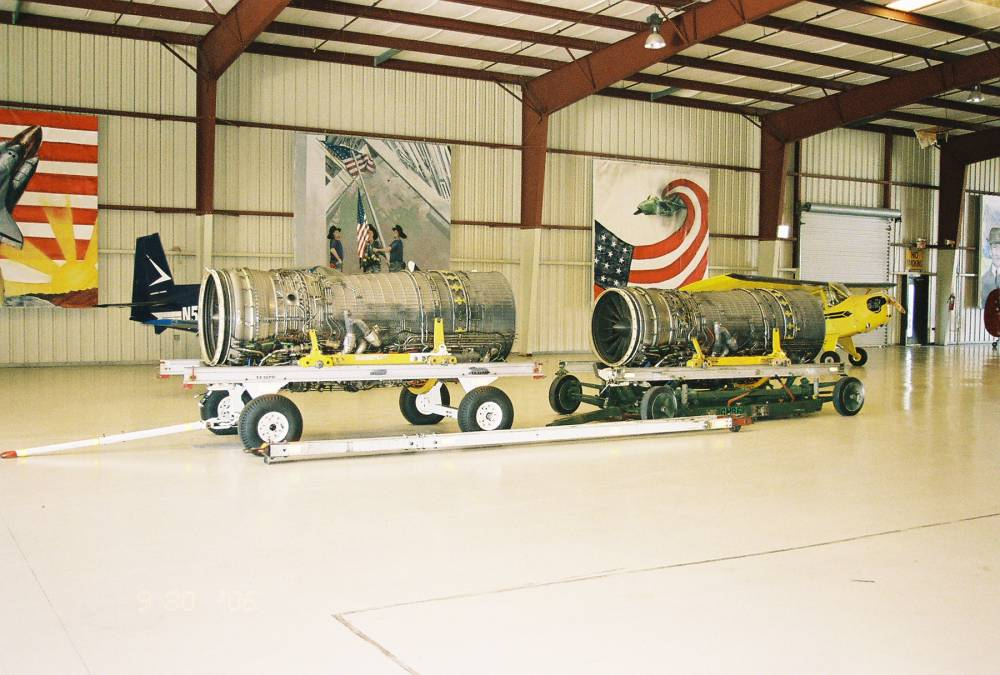
Deux turboréacteurs F110-GE-400 provenant d'un F-14D

- F-14B & F-14D : deux General Electric F110-GE-400, d'une poussée de 12 283 kg chacun. Ces turboréacteurs sont plus fiables et donnent à l'avion une autonomie plus importante. La principale différence entre le F110-GE-400 et le F110-GE-100 du F-16 est la longueur : le F110-GE-400 a une extension de tuyère de 1,30 m pour s'adapter à la cellule du F-14, qui est montée en aval de la postcombustion (afterburner). Le nouveau moteur fournissait 104 kN de poussée au niveau de la mer et éliminent l'obligation d'utiliser la postcombustion lors des catapultages. Ces F-14A mis à niveau étaient désignés F-14A+ puis F-14B, comme le furent les avions de production motorisés avec le F110. Les mêmes moteurs ont également équipé la dernière variante de l'appareil, le F-14D. Le premier vol d'un F-14A+ équipés de ce moteur à lieu le  29 septembre 1986, depuis le Naval Weapons Industrial Reserve Plant, Calverton (en)[11]..

### Radar

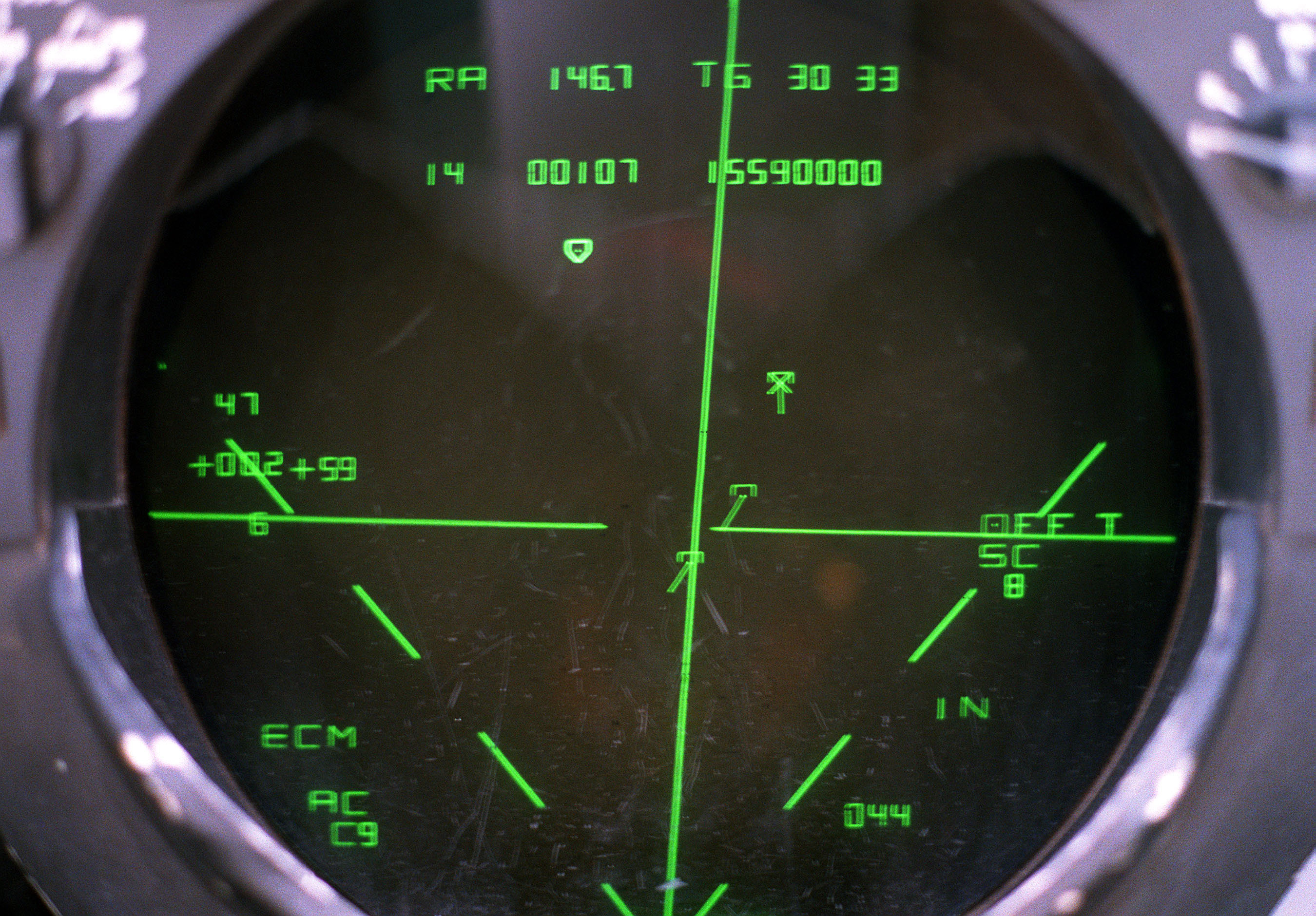
Écran radar d'informations tactiques sur le siège arrière du RIO d'un F-14 Tomcat.

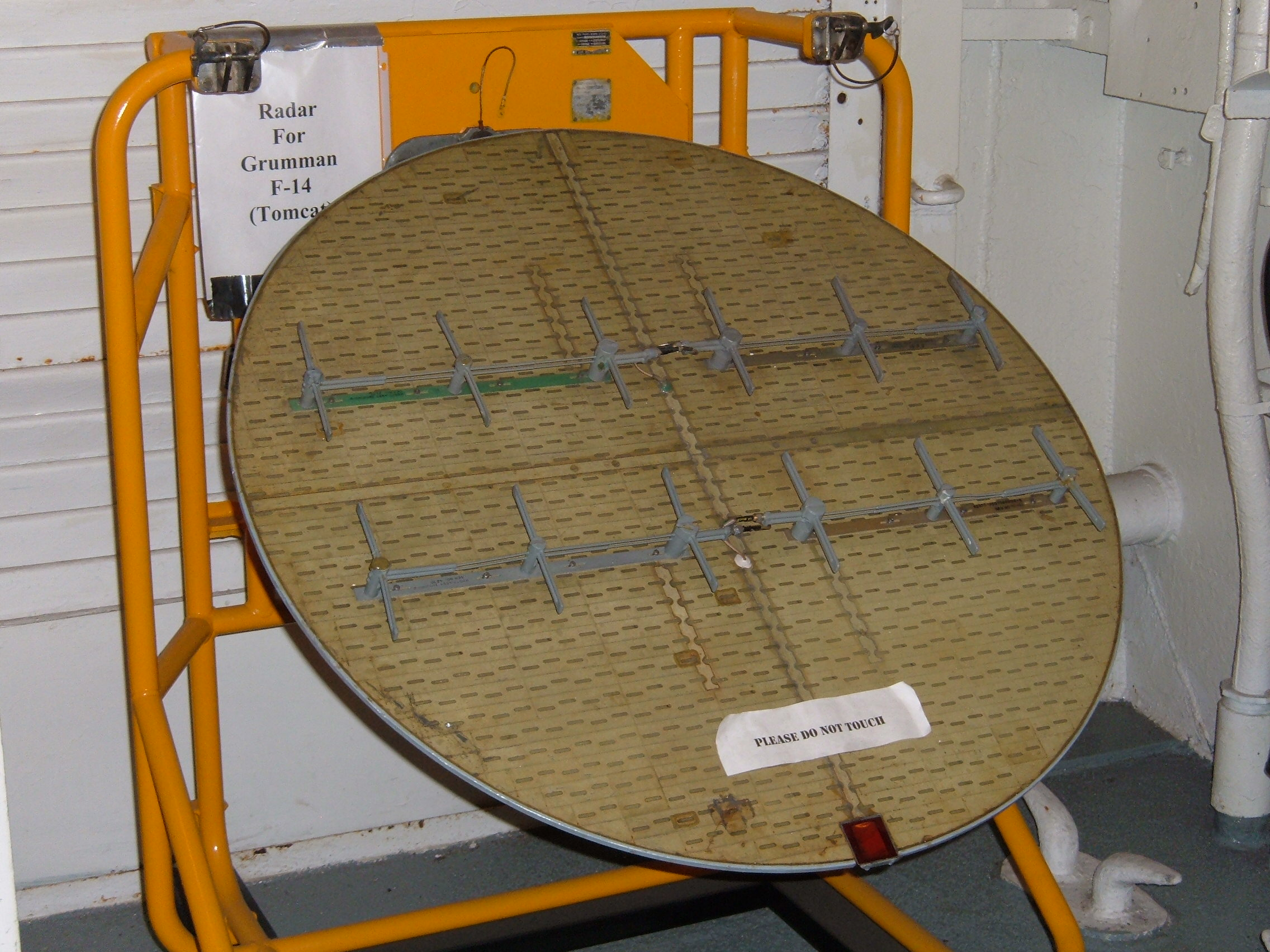
Antenne du radar AN/AWG 9

- F-14A & F-14B: Hughes AN/AWG 9. L'antenne de ce radar est particulièrement imposante, avec un diamètre de 91 cm. Sa portée maximale était de 190 km et un avion de combat peut être accroché à une distance de 140 km. Vingt-quatre cibles peuvent être poursuivies en même temps, et six missiles peuvent être tirés simultanément sur six d'entre-elles. C'est un radar Doppler à impulsions, qui permettait de détecter des cibles volant à très basse altitude, tels que des missiles de croisière. L’antenne est un groupe de transmetteurs à fentes pivotant mécaniquement dans un groupe de guides d’ondes. La disposition est basée sur le principe d’une antenne monopulse. Les petites antennes dipôles visibles sur l’image font partie du radar secondaire intégré.
- F-14D : Hughes AN/APG 71. Ce radar dispose de nettes améliorations en matière de calcul numérique, d'élimination d'échos parasites et de portée. Certains de ses modules sont dérivés de ceux du radar APG-70 du F-15E. C'est une modernisation par numérisation des composants radar de l’ancien AN/AWG-9.

### Armement

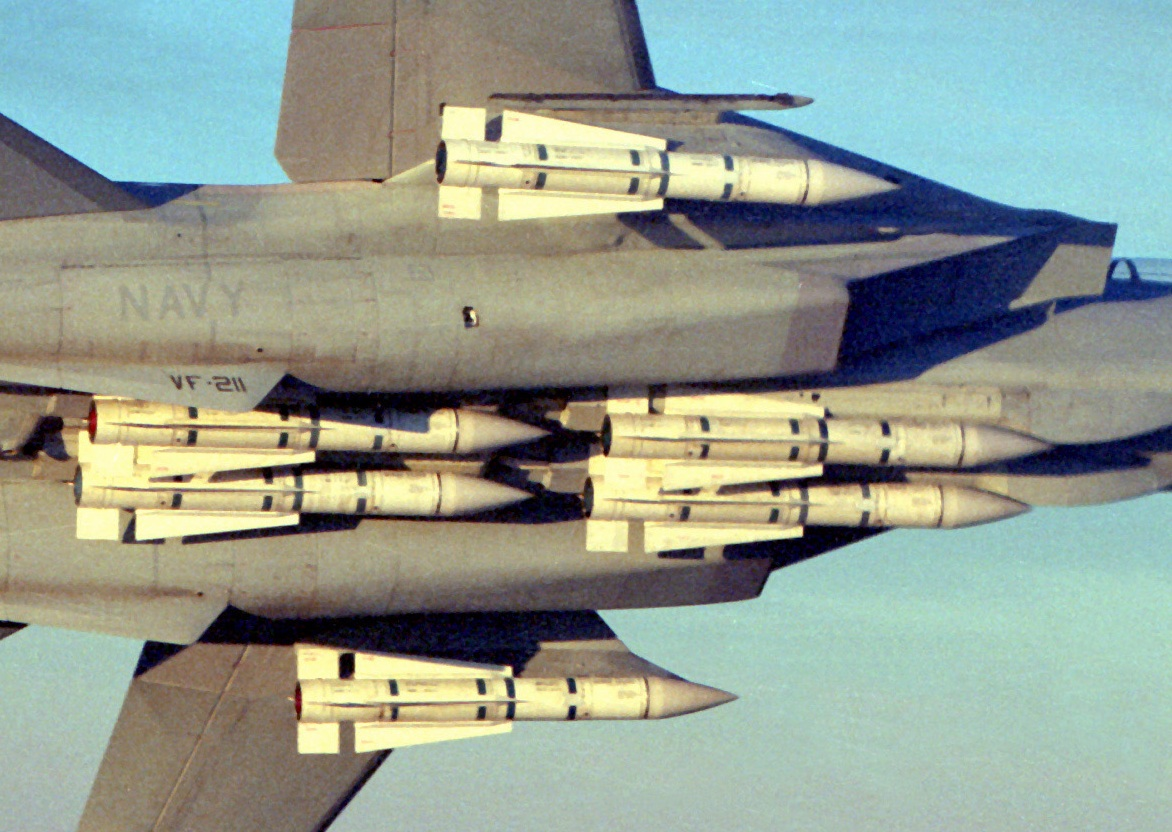
six missiles AIM-54 embarqués sur F-14

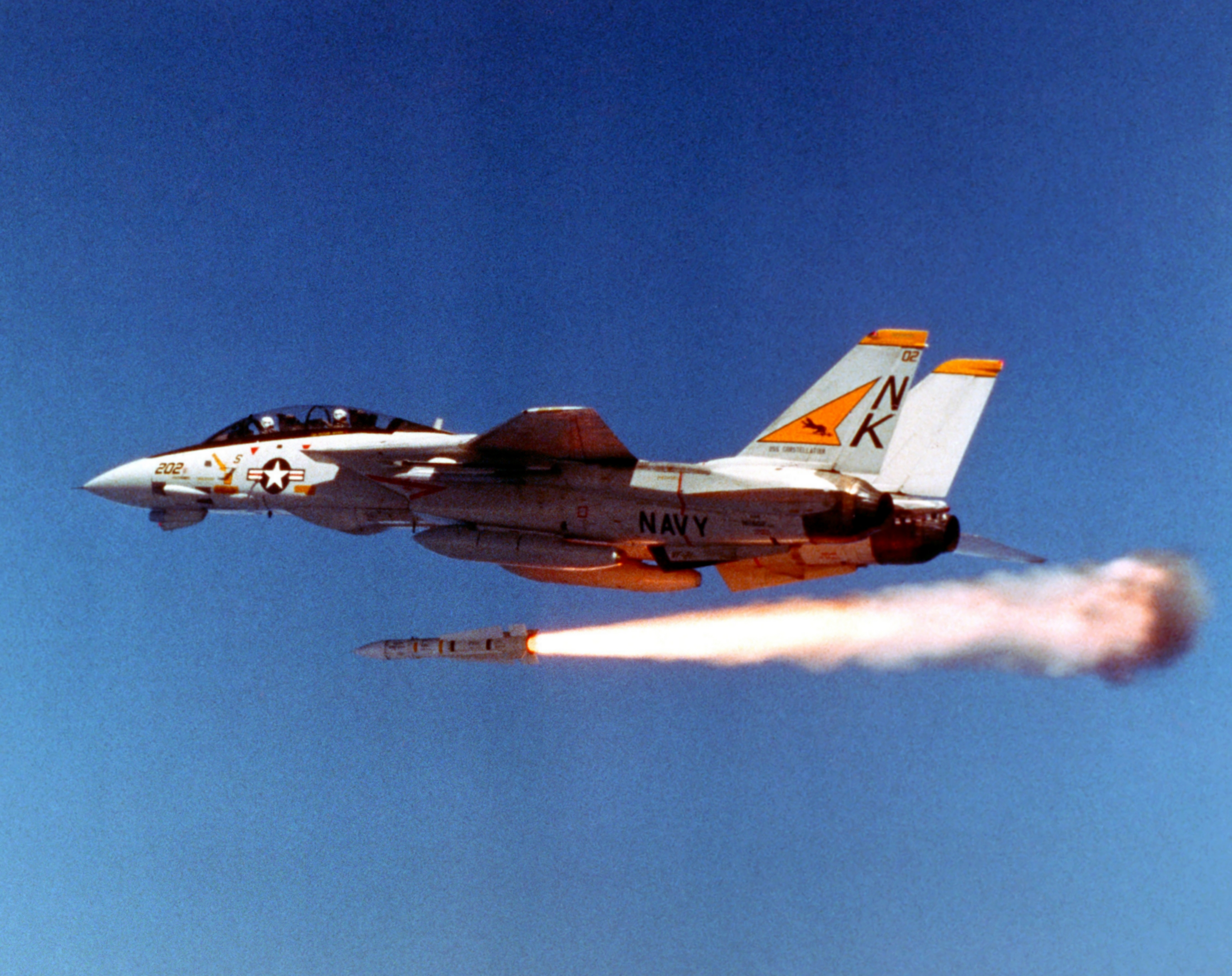
F-14A du VF-21 lance un AIM-54 Phoenix

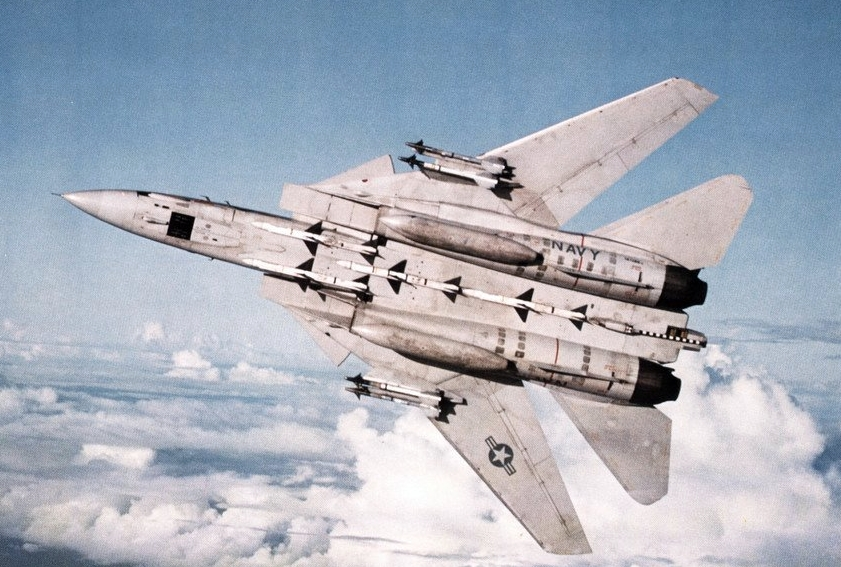
F-14A avec 4 missiles AIM-7 et 4 AIM-9

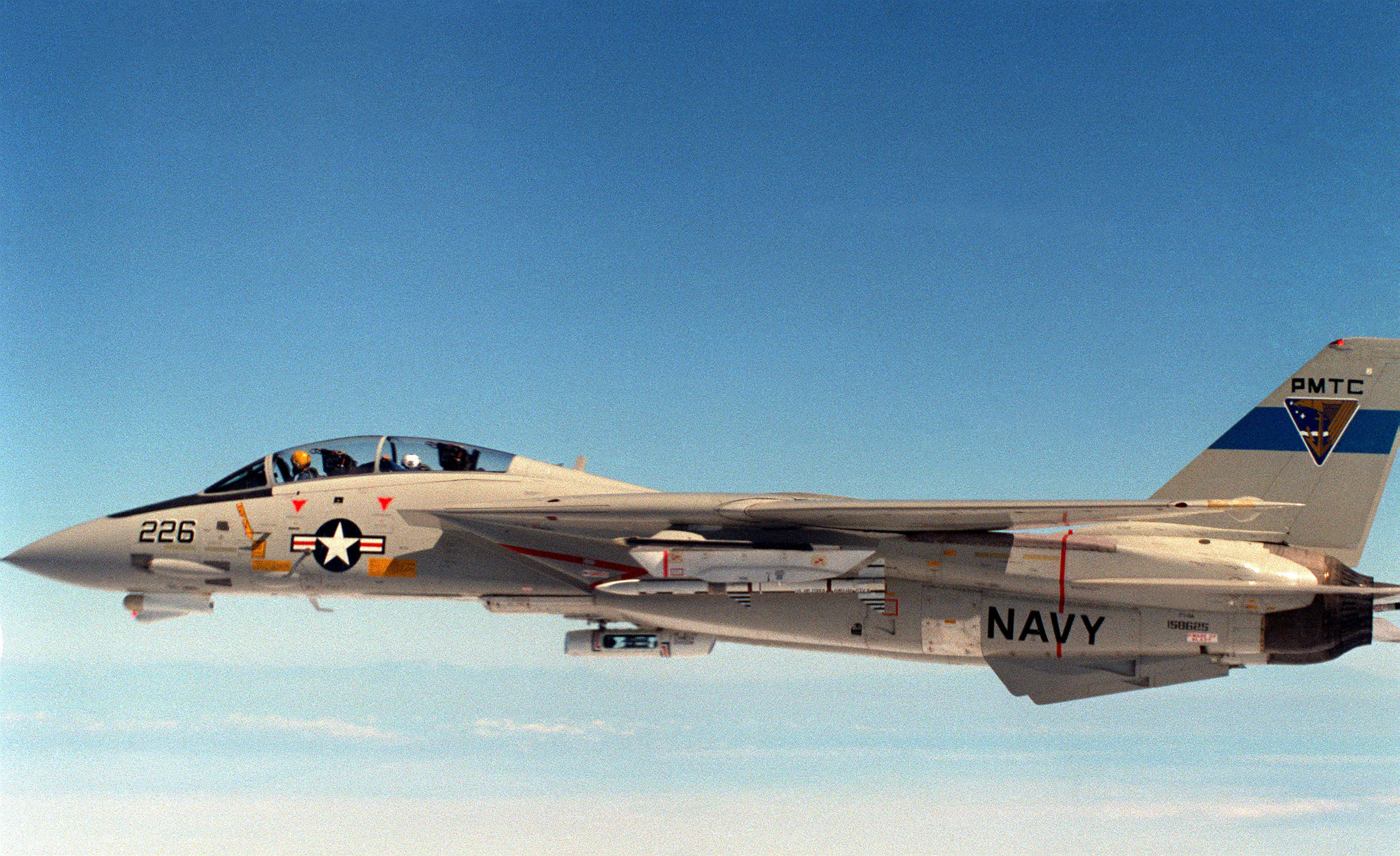
F-14A du Pacific Missile Test Center lors d'un essai de missile AIM-120 AMRAAM (1981).

Le F-14 étant d'abord un intercepteur, il n'était au départ équipé que de missiles air-air. Jusqu'à six missiles à longue portée AIM-54 Phoenix peuvent être emportés, dont quatre entre les deux réacteurs, dans des supports carénés. L’AIM-54 Phoenix d'un prix d'environ 1 million de dollars l'unité mesurait 4 mètres de long, 381 mm de diamètre et avait techniquement une portée maximale de 200 kilomètres (bien que le ciblage ait été limité à 160 km) à Mach 4,3 pour une charge explosive de 60 kg. Il était largué comme une bombe avant d’allumer son moteur qui le propulse immédiatement jusqu’à 24 000 mètres où il se rapproche de sa cible en utilisant un guidage par centrale inertielle corrigée par un radar passif puis utilise son énergie cinétique pour le guidage final par radar actif à 18 km de la cible.
Cette approche des engagements à longue portée fonctionne contre de gros bombardiers à propulsion lente comme ceux employés par l’Union soviétique, mais n’était pas très utile contre des chasseurs plus rapides et plus agiles. Couvrir de si longues distances ne donnait que trop d’occasions aux ennemis de reconnaître qu’ils étaient ciblés et de prendre suffisamment de mesures d’évitement. En effet, les 5 janvier et 9 septembre 1999, des F-14D des escadrilles VF-213 «Black Lions» et VF-2 «Bounty Hunters» ouvrent le feu à très longue distance avec des missiles Phoenix sur des Mig-25 et Mig-23 irakiens violant la zone d’exclusion aérienne imposée à l’Irak par l’ONU au-dessus de l’Irak (opération Southern Watch), les 3 missiles lancés ratent leurs cibles à chaque fois car les chasseurs irakiens font immédiatement demi-tour lorsqu’ils réalisent qu’on leur a tiré dessus. Aucun F-14 de l'US Navy n’a jamais abattu un avion ennemi avec le missile principal pour lequel il avait été conçu,.

Les missiles Phoenix peuvent être remplacés par des missiles à moyenne portée AIM-7 Sparrow, moins performants (de 11 à 70 km de portée) mais moins coûteux.

Des missiles à courte portée AIM-9 Sidewinder (18 km de portée) peuvent s'ajouter à la panoplie du F-14.
L'AIM-120 AMRAAM a été testé avec succès pour être tiré depuis le F-14 mais cette configuration n'a pas dépassé le stade des essais.

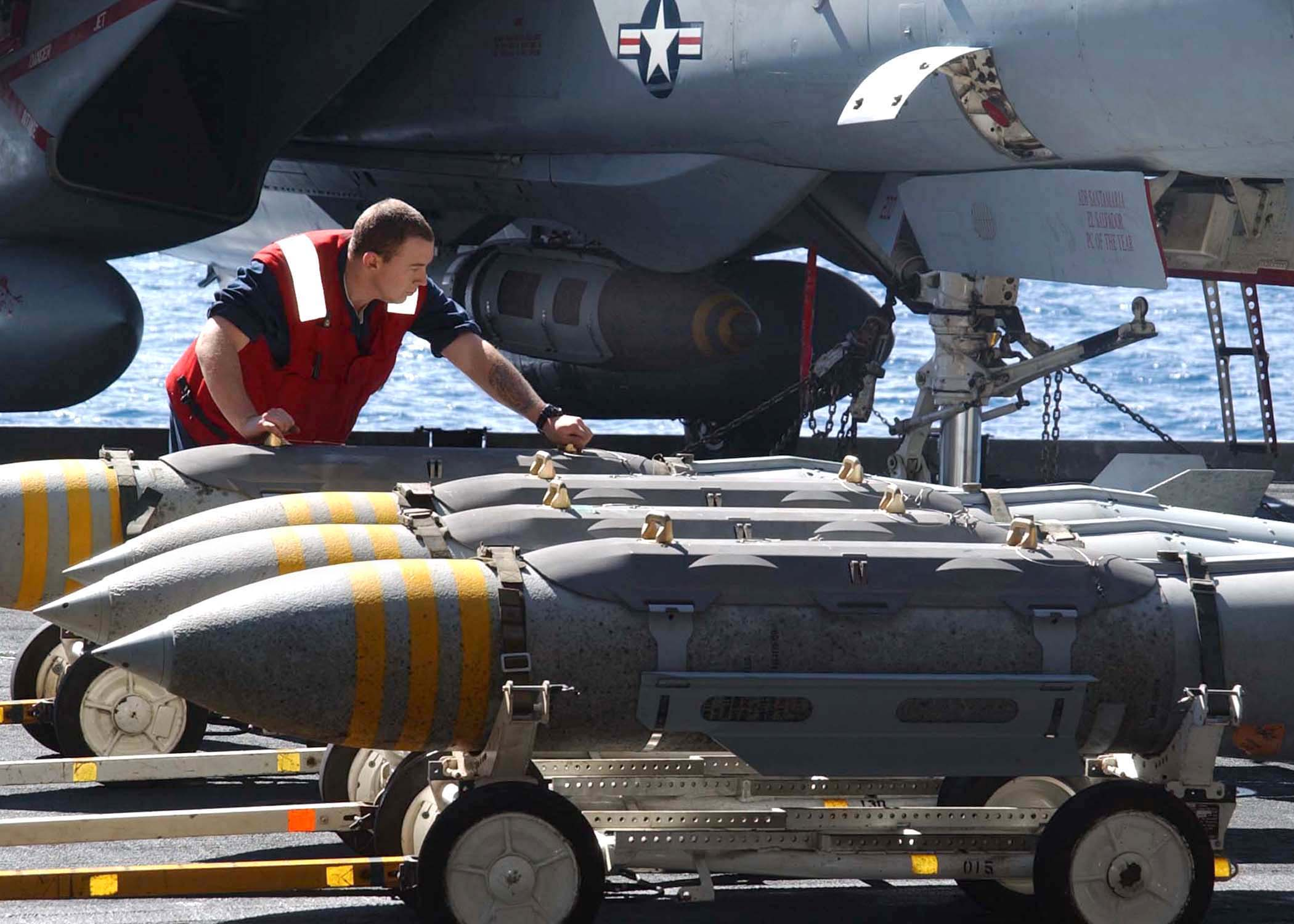
Bombes Mk 84 JDAM montées sur F-14D

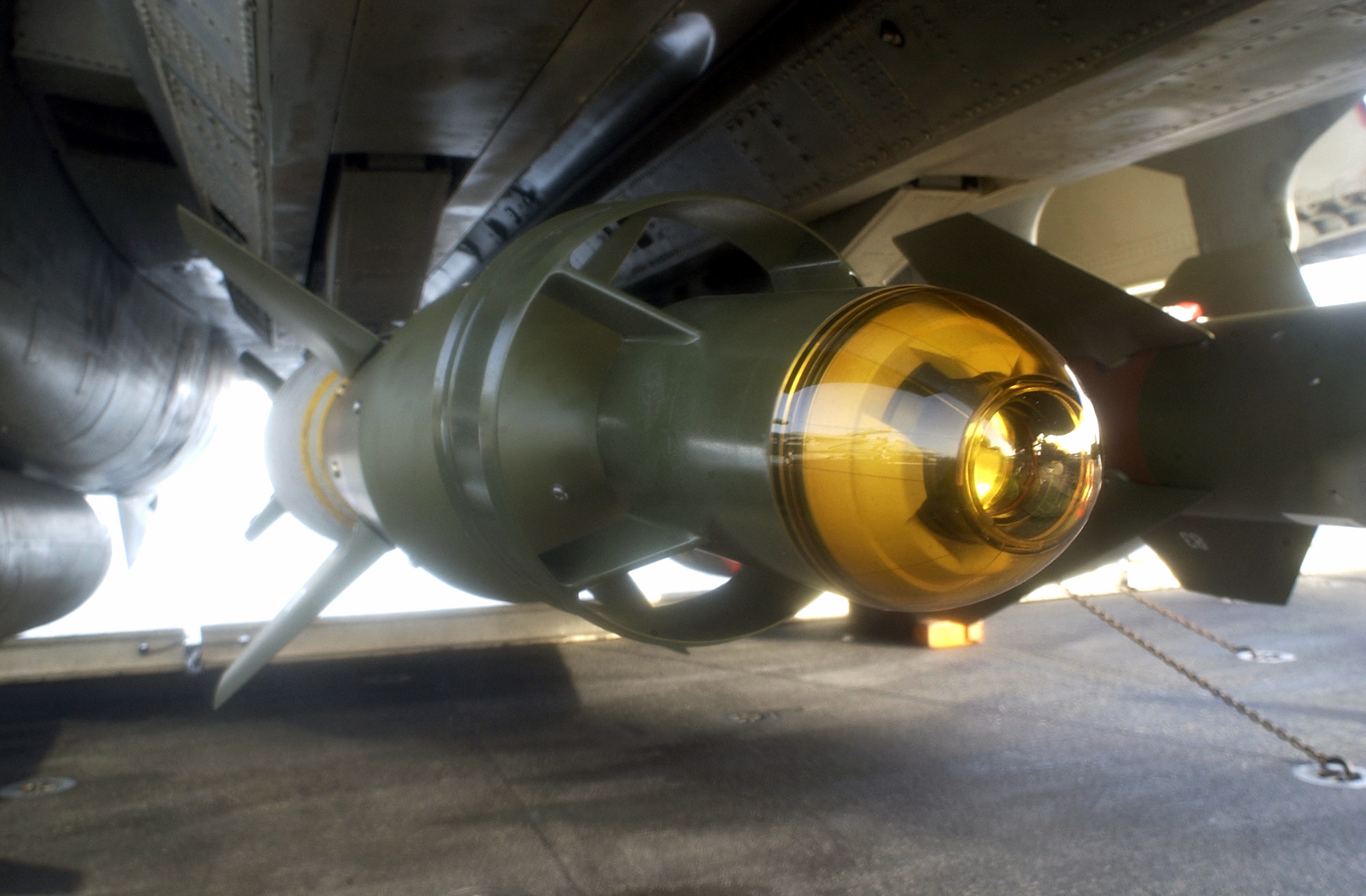
deux Laser Guided Bomb Unit (GBU-12) montés sur F-14D Tomcat

Plus tard, le F-14 a été équipé de bombes, notamment de bombes à guidage GPS JDAM (Joint Direct Attack Munition) à partir de 2001. Il a d'ailleurs reçu à cette occasion le surnom de « bombcat ».

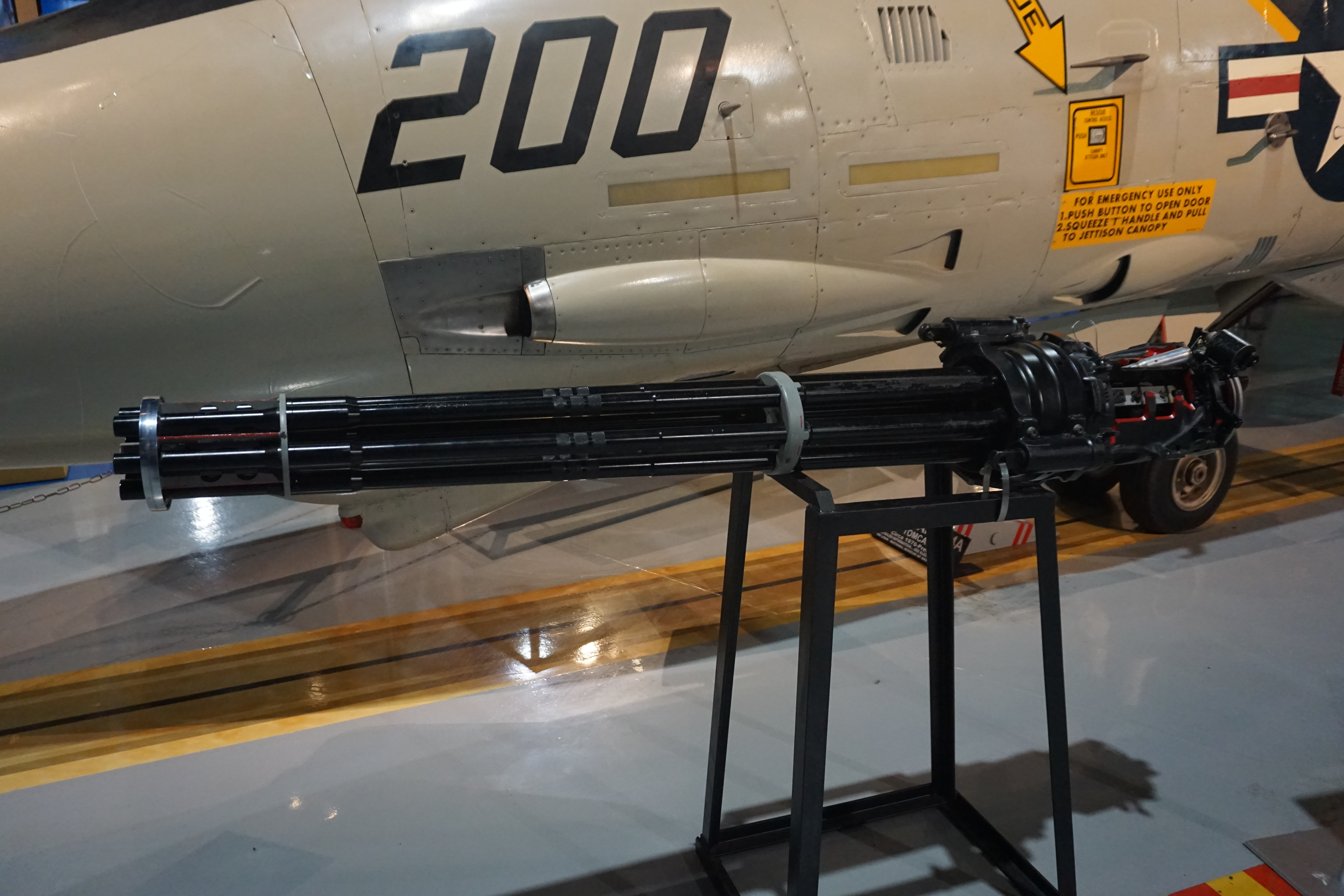
Canon General Electric M61A1 20mm

Le F-14 est aussi doté à l'origine d'un canon M61-A1 Vulcan de 20 mm (20 × 102 mm) apparu sur le Lockheed F-104 Starfighter en 1954, utilisant le principe de la mitrailleuse Gatling qui a une cadence de tir de 6 000 coups par minute et une réserve de 676 obus soit environ un peu plus que 10 secondes de tir continu.
L'État impérial d'Iran avait commandé 714 AIM-54 pour armer sa commande de 80 F-14A, 240 missiles et 79 avions sont livrés avant la rupture des relations due à la Révolution Islamique de 1979.

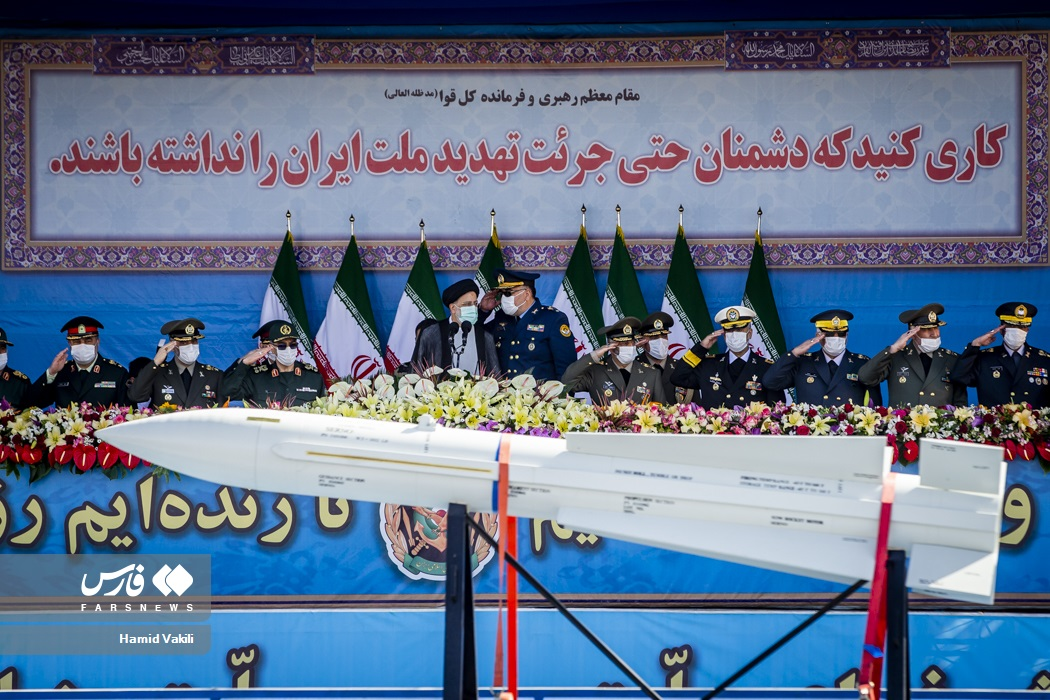
missile air-air Fakour-90

En 2011, l'Iran a développé ses propres missiles: le Fakour-90,,, et le Fakour-91 sont tous deux des missiles à guidage radar qui seraient basés sur le missile AIM-54 Phoenix et utilisé sur les F-14A iraniens. Le Fakour-90 aurait une portée allant jusqu'à 100 kilomètres, tandis que le Fakour-91 aurait une portée allant jusqu'à 150 kilomètres. Les deux missiles air-air sont conçus pour être utilisés contre des menaces aériennes et peuvent transporter toute une gamme d’ogives, notamment des charges utiles hautement explosives, à fragmentation et perforantes.
Il est important de noter que les informations sur les systèmes de missiles iraniens sont souvent limitées et sujettes à des spéculations et à des incertitudes, notamment en ce qui concerne leur portée et leur capacité de charge utile. En termes de fournisseurs, l’Iran a été soumis à des sanctions internationales qui restreignent sa capacité à importer des armes et des technologies militaires de pays étrangers. Il est donc probable que l’Iran ait développé ses systèmes de missiles localement ou dans le cadre d’une coopération limitée avec d’autres pays.

## Comparaisons

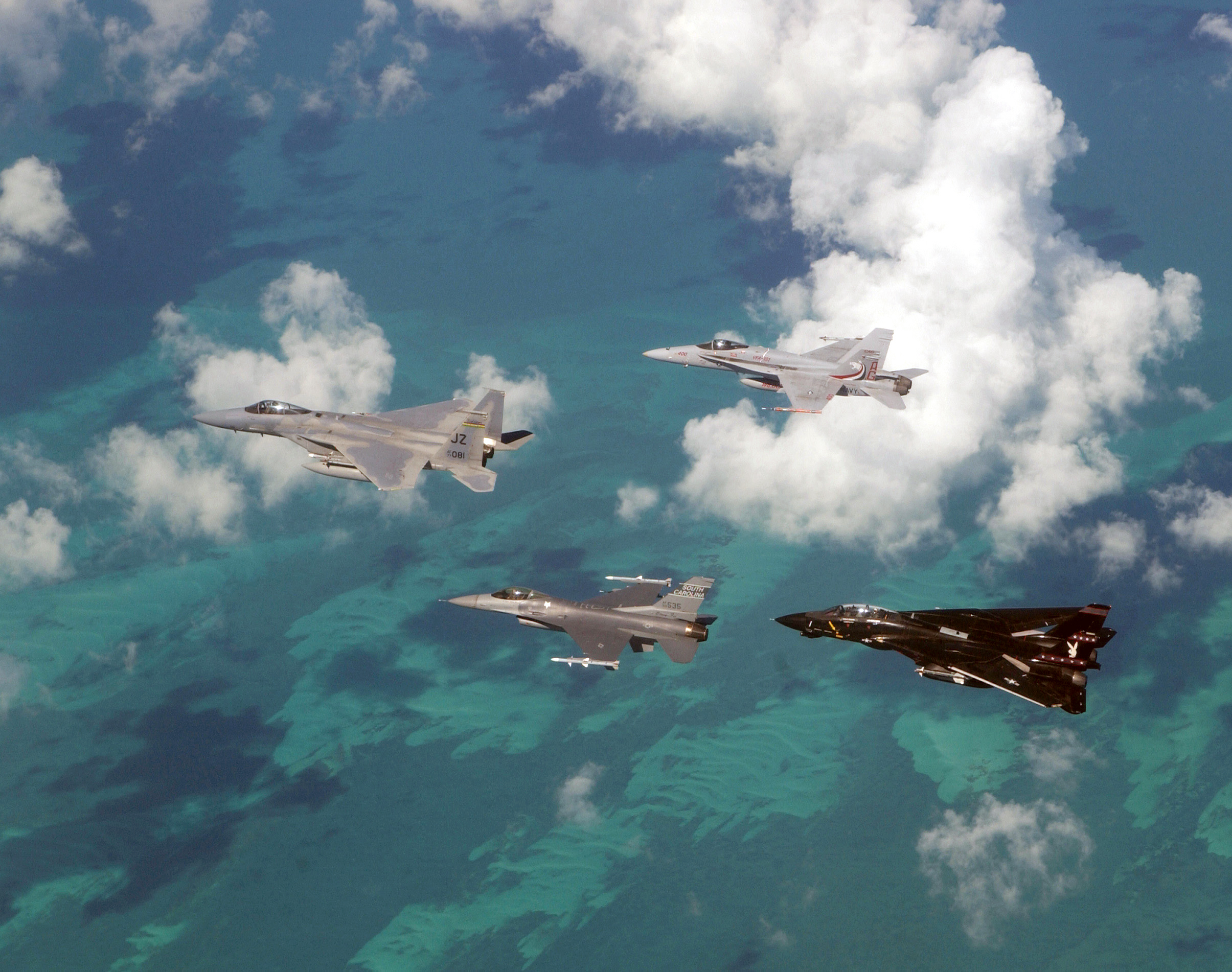
Un F-15 'Eagle' et un F-16 'Falcon' de l'Air Force volent en formation avec un F-14 'Tomcat' et un F/A-18 'Hornet' de l'US Navy

Durant les années 1970, le shah d'Iran choisit le F-14 car il le jugeait supérieur au F-15. Il assista à une confrontation entre les deux chasseurs organisée en juillet 1973 sur la base aérienne d'Andrews.

## Engagements

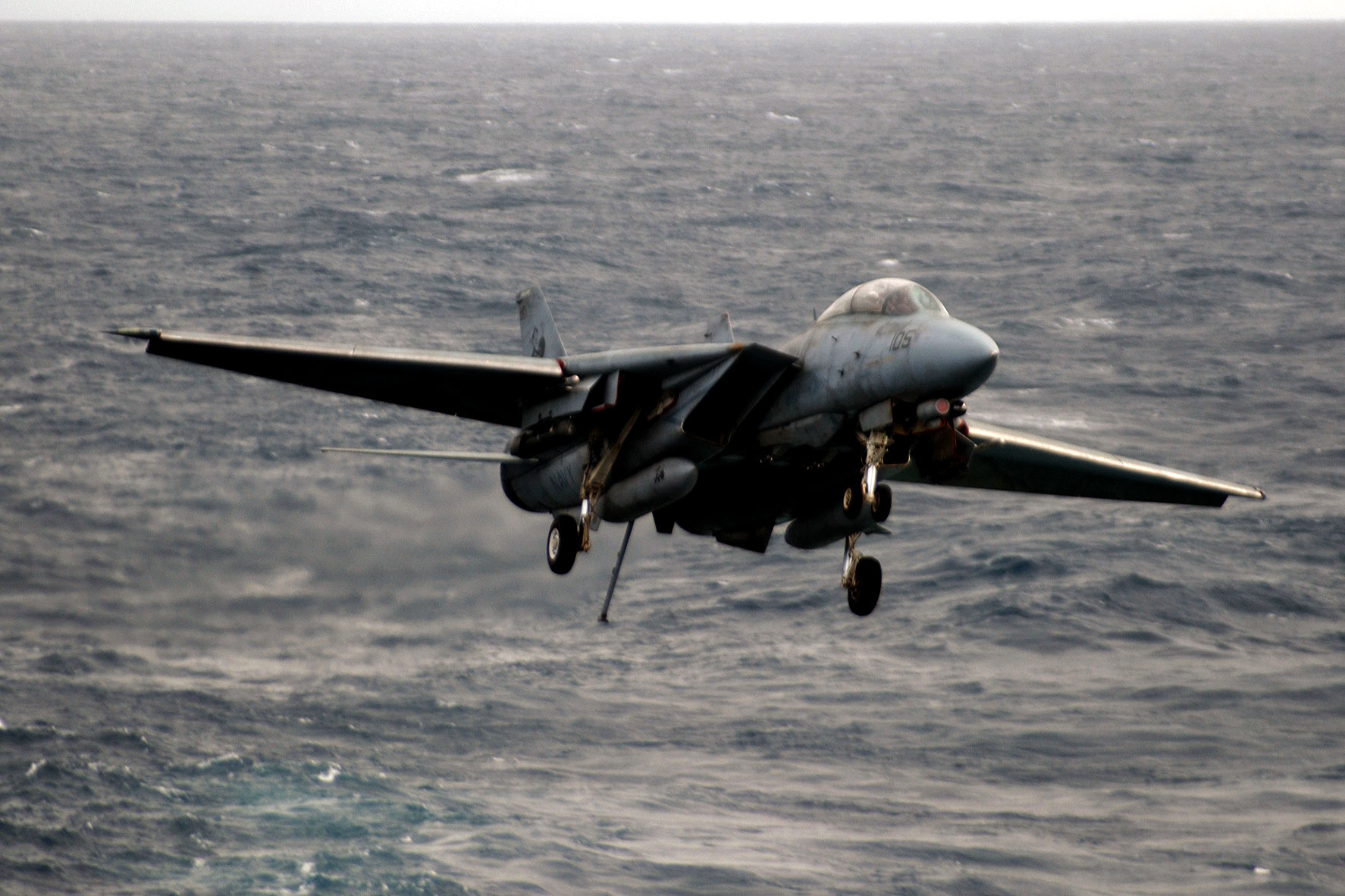
F-14D Tomcat à l'appontage sur l'.

Le F-14 est à l'origine un avion destiné à l'US Navy. Il est capable d'emporter six missiles AIM-54 Phoenix, utilisés pour les missions d'interception à longue distance. Leur portée de 160 kilomètres, ainsi que leur capacité à être tirés simultanément sur des cibles différentes, fournissent au F-14 une puissance de feu inimaginable pour un avion embarqué de l'époque (BVR - « Beyond Visual Range »). Aux mains d'un pilote expérimenté, c'est un adversaire redoutable.

### Guerre du Viet-nam

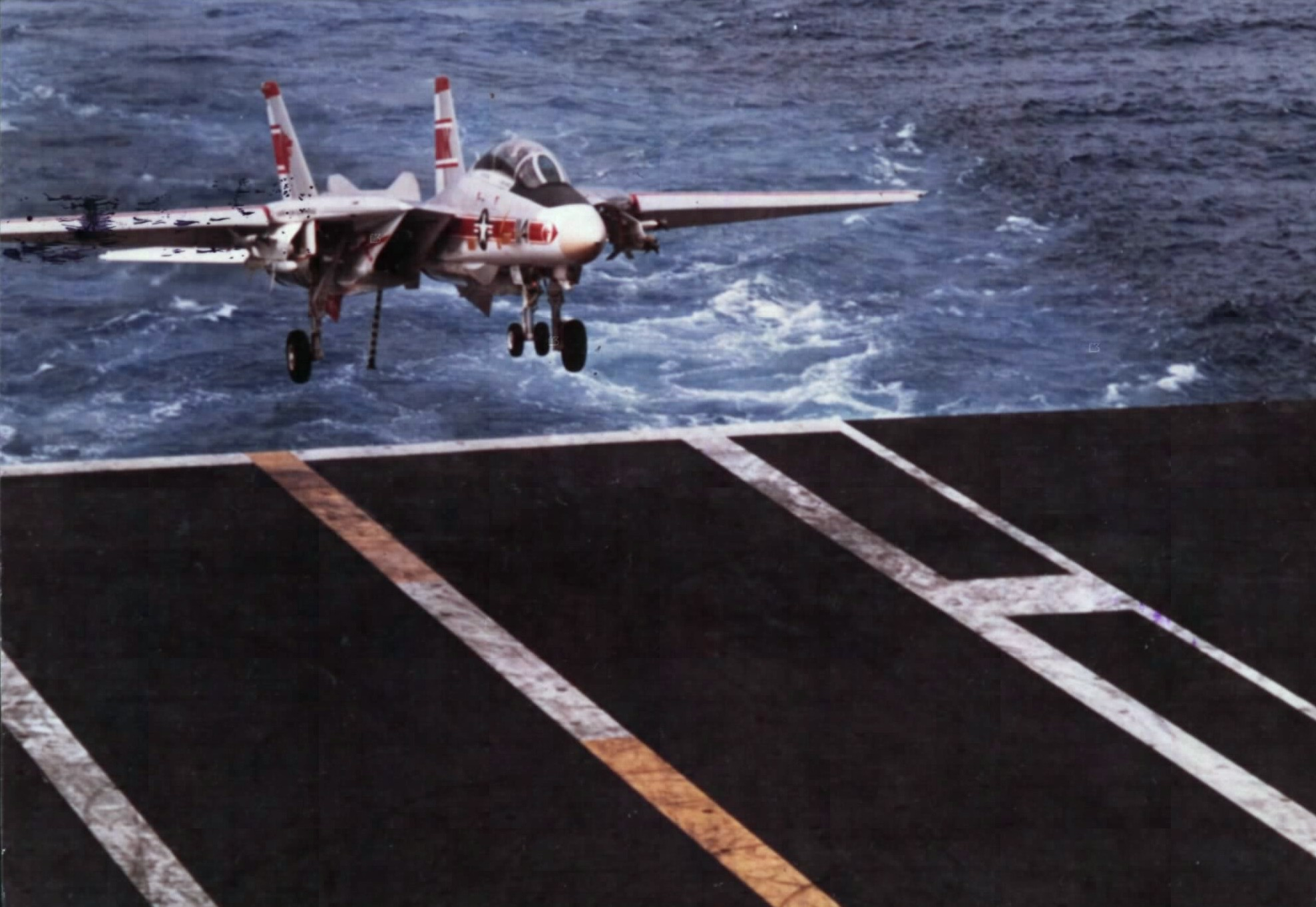
Un F-14A Tomcat du VF-1 apponte sur l'USS Enterprise pendant l'Operation Frequent Wind, le 29 Avril 1975

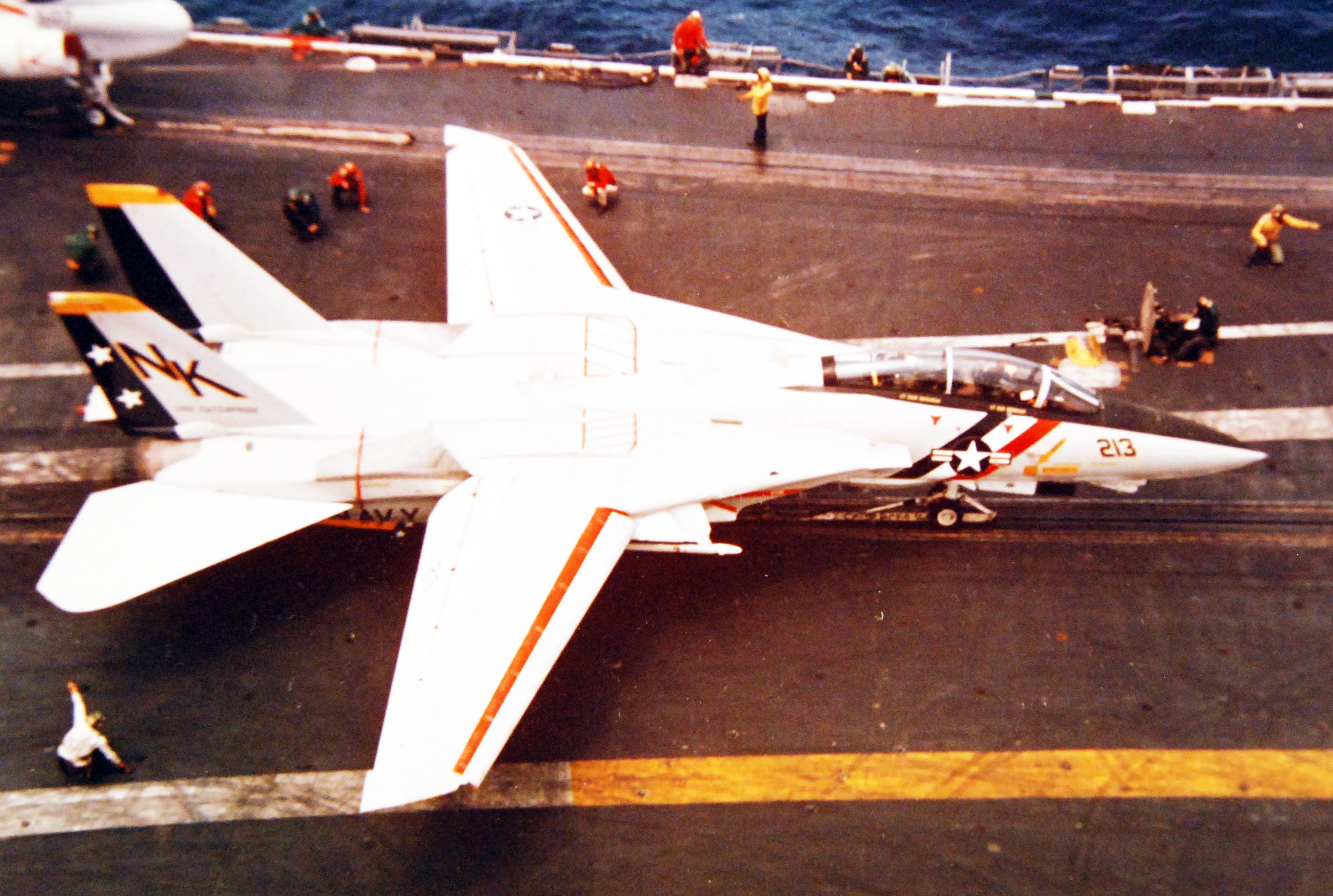
Un F-14A Tomcat du VF-2 sur l'USS Enterprise le 17 Mars 1975

Le F-14 est arrivé trop tard pour participer à la guerre du Vietnam. Un seul déploiement autour de l'USS Enterprise avec le Carrier Air Wing 14 a été effectué du 17 septembre 1974 au 20 mai 1975. Même si les Tomcats des escadrilles VF-1 et VF-2 ont effectué des vols de patrouille aérienne au-dessus du Sud-Vietnam dans le cadre de l'Opération Frequent Wind (évacuation de Saïgon de civils américains et de Vietnamiens « prioritaires »), les F-14A n'ont abattu aucun avion ennemi.

### Guerre Iran-Irak

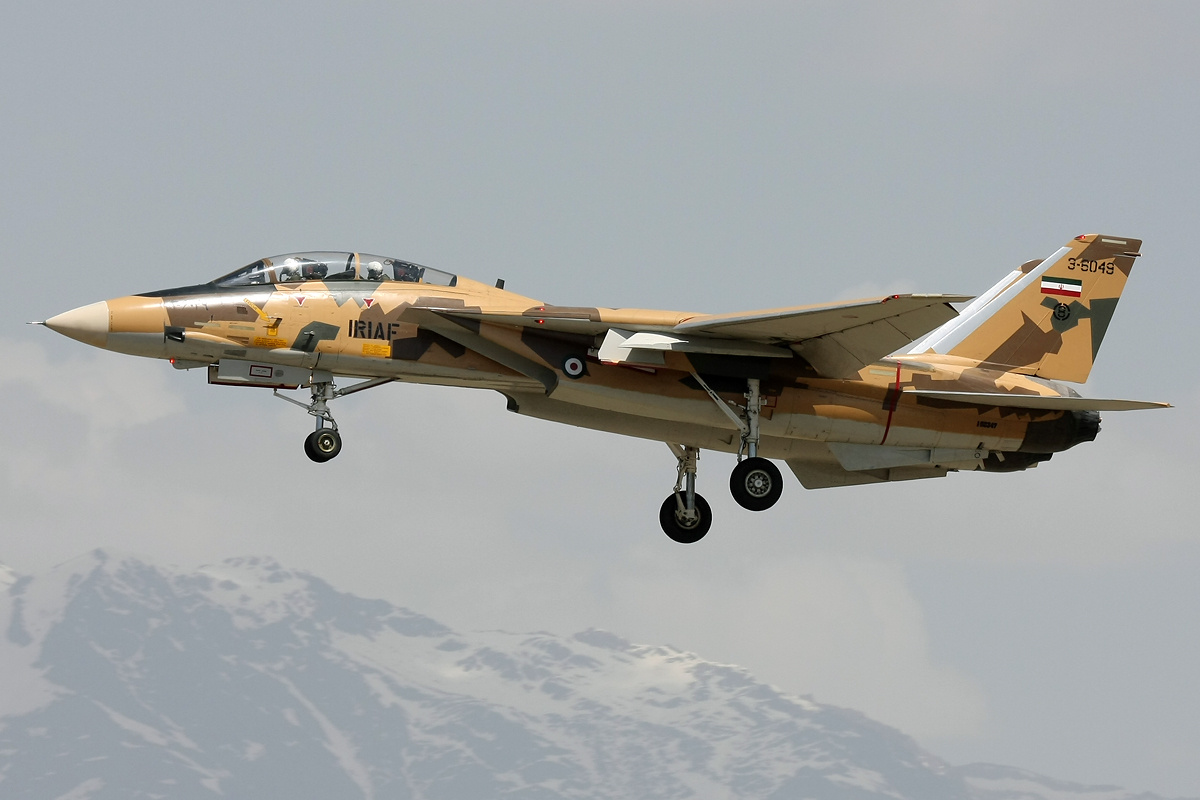
F-14A Tomcat de la Force aérienne de la République islamique d'Iran en 2012

Entre 1974 et 1975, l'État impérial d'Iran commanda quatre-vingts exemplaires du F-14. Les F-14 iraniens devraient contrer la pénétration et le survol des MiG-25 Foxbat soviétiques au-dessus du territoire iranien puisque l'IRIAF (Force aérienne impériale iranienne) n'avait pas d'autre adversaire que le MiG-25. Soixante-dix-neuf furent livrés avant l'embargo à la suite de la révolution iranienne et le dernier entra en service dans l'US Navy. À partir du début de 1979, plus aucune pièce de rechange n'a été livrée à la nouvelle République islamique d'Iran et les techniciens de la Navy et de Grumman ont dû être remplacés par des techniciens étrangers. Malgré l'embargo, l'armée de l'air iranienne a réussi à maintenir en état de vol une trentaine de F-14, notamment en achetant clandestinement des pièces de rechange aux États-Unis.

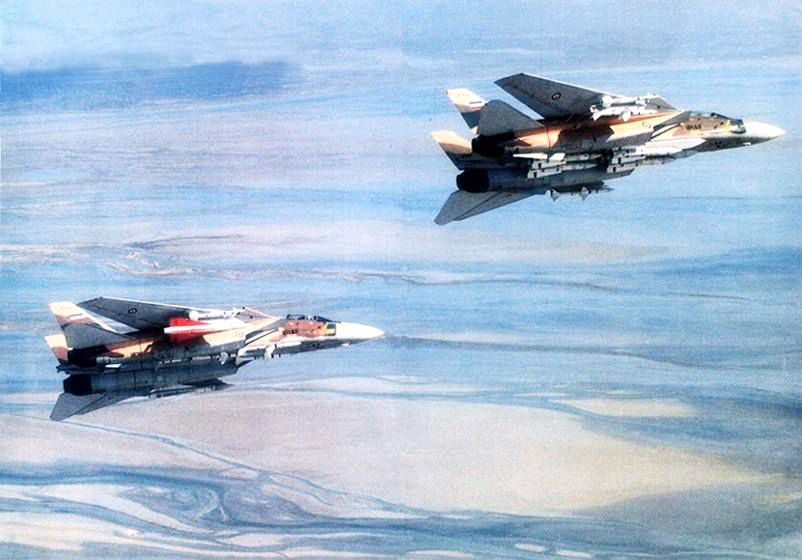
F-14 Tomcats iraniens portant des AIM-54A Phoenix vers 1986

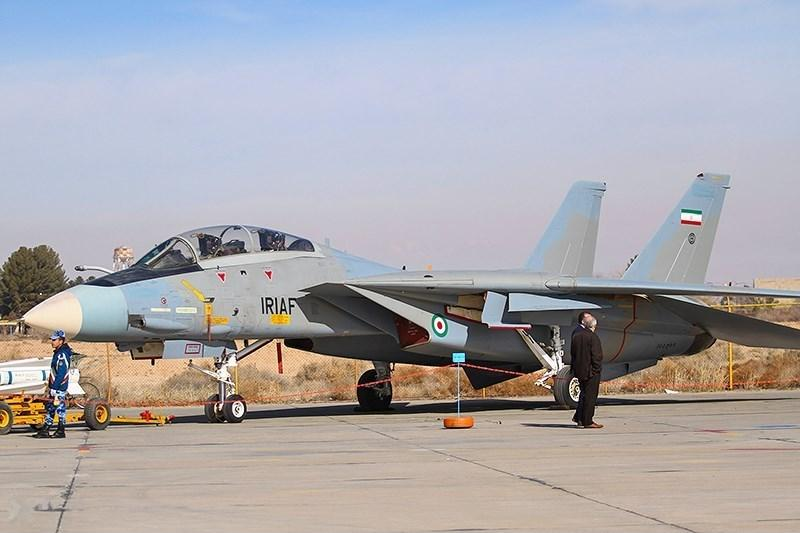
F-14 de la Force aérienne de la République islamique d'Iran en 2016

Le 22 septembre 1980, les troupes irakiennes de Saddam Hussein envahissent l’Iran pour occuper la région du Chatt-el-Arab et certaines îles stratégiques du golfe Persique. Ces zones en Iran comprennent de riches gisements de pétrole. Pendant la Guerre Iran-Irak, la Force aérienne de la république islamique d'Iran (IRIAF) n’a pu maintenir opérationnels que sept à dix F-14 à tout moment. Le manque de pneus et de freins maintenait la plupart des F-14 au sol.
Un F-14A abat à l'aide d'un missile AIM-54A un MiG-23 irakien neuf jours avant le début officiel de la guerre Iran-Irak.
Les F-14A, F-4D/E et F-5E/F iraniens étaient opposés aux avions de combat MiG-21PFM, Su-22, MiG-23, MiG-25PD Foxbat E et Dassault Mirage F1-EQ5 irakiens. La guerre prend fin le 20 août 1988.
Il a souvent été dit dans la presse occidentale que l'Iran avait utilisé ses F-14 comme mini-AWACS lors de la guerre Iran-Irak. Cependant, des recherches plus récentes montrent qu'il a intensivement participé aux combats aériens. Les F-14 iraniens revendiquent environ 151 victoires aériennes dont 117 sont considérées comme confirmées par les auteurs ; au moins 61 de ces victoires furent obtenues au missile AIM-54 Phoenix. Jalil Zandi, pilote de F-14 abat onze avions irakiens lors de la guerre Iran-Irak (8 confirmés,, et 3 non confirmés) : quatre MiG-23, deux MiG-21, deux Su-22 et trois Mirage F1. Cela fait de lui le meilleur pilote de F-14 Tomcat et le meilleur as de l'aviation iranien au combat.
Au moins 24 MiG-23 et 21 Dassault Mirage F1 irakiens ont été abattus par des F-14 dont respectivement 15 et 8 AIM-54A Phoenix. Au moins cinq Tomcat auraient été abattus en combat aérien, dont deux par des Dassault Mirage F1.

### Incidents du golfe de Syrte

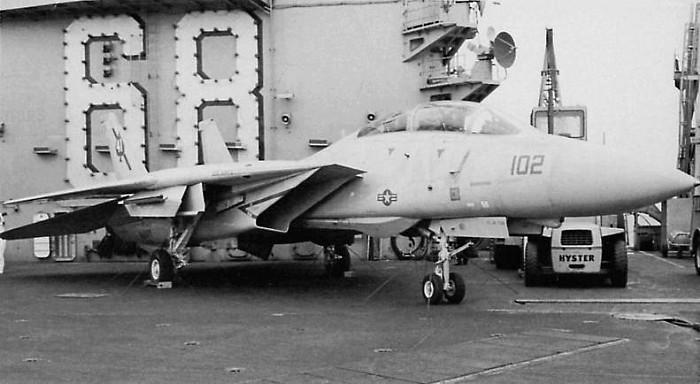
Le Fast Eagle 102, l'un des F-14 Tomcat impliqués dans l'incident du golfe de Syrte, sur le pont de l'.

Quatre victoires ont été remportées par l'US Navy contre des chasseurs libyens dans les années 1980, lors de deux accrochages dans le golfe de Syrte. Le premier accrochage eut lieu le 19 août 1981, quand deux F-14A de l'escadrille VFA-41 (en) embarqué sur l'USS Nimitz furent engagés par deux Su-22 Fitter qui firent feu avec des missiles à guidage infrarouge. Les F-14 réussirent à esquiver les missiles et ripostèrent en abattant les deux avions libyens avec des missiles à courte portée à guidage infrarouge AIM-9 Sidewinder. Le deuxième accrochage eut lieu le 4 janvier 1989, quand deux F-14 du VFA-32 de l'USS Independence abattirent deux MiG-23 libyens, respectivement avec un missile à moyenne portée AIM-7 Sparrow et un missile AIM-9 Sidewinder.

### Intervention au Liban
En 1983, une force multinationale de maintien de la paix intervient au Liban, un pays secoué par la guerre civile. À la fin de 1983, la force de maintien de la paix a été menacée à la fois par des groupes militaires libanais et par les forces syriennes, ce qui a entraîné une intervention des avions du CVW-3 à bord de l'USS John F. Kennedy. Au cours de ces missions, les F-14A du VF-11 et du VF-31 ont été sous le feu des missiles sol-air (SAM) et de l'artillerie anti-aérienne (AAA) syriens. Le VF-11 a même engagé des MiG au-dessus du Liban sans coup porté. Aucun des F-14A n'a été perdu ou endommagé.
Un F-14A affecté à l'USS Saratoga (CVA-60) a abattu à la suite d'un tir ami d'un missile Sidewinder un RF-4C Phantom de l'US Air Force le 22 septembre 1987 en Méditerranée lors d'un exercice.

### Guerre du Golfe

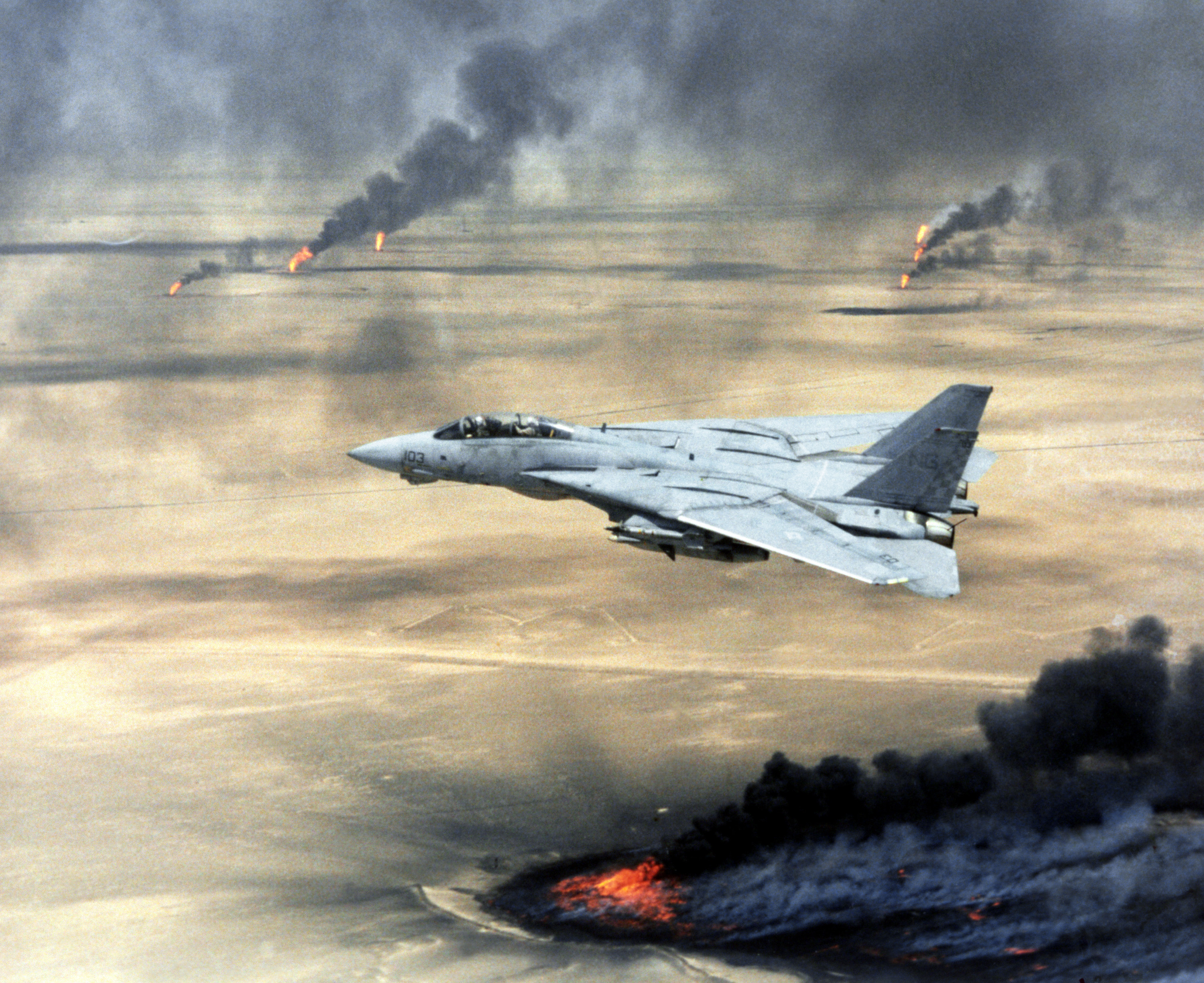
F-14A Tomcat survolant les puits de pétrole Kuwaiti durant l'Operation Desert Storm

En 1991, six mois après l'Invasion du Koweït par les troupes irakiennes de Saddam Hussein, les forces alliées ont lancé une guerre aérienne massive contre l'Irak, suivie d'une offensive terrestre pour chasser l'armée irakienne du Koweït. La guerre aérienne alliée a été un grand succès puisque peu après le début de la guerre, les chasseurs alliés régnaient dans le ciel de l'Irak. De nombreux avions de combat irakiens ont été envoyés en Iran pour échapper à la destruction, plusieurs avions de combat irakiens ont été abattus par les combattants alliés. Mais peu de « tueries de MiG » se sont produites, car l'armée de l'air irakienne a préféré échapper au combat aérien en raison de l'écrasante supériorité des chasseurs alliés, soutenus par les AWACS de nombreux pays.
Les missions des F-14 pendant la guerre étaient :
- 1. le soutien aux frappes de l'USN et de l'USAF, y compris les patrouilles aériennes,
- 2. la suppression de la défense aérienne ennemie pour les avions de l'USN et de l'USAF,
- 3. la frappe de soutien contre les sites de SCUD,
- 4. Missions de reconnaissance aérienne tactique,
- 5. Défense aérienne de la flotte.

Les frappes appuyées par le F-14 étaient rarement engagées par des avions ennemis et atteignaient un taux de réussite de 100 %. Les forces de la coalition ont spécifiquement demandé des F-14 à de nombreuses reprises pour l'escorte d'unités de grande valeur et la protection des forces lors d'opérations anti-navires.
La seule victoire aérienne d'un Tomcat a été contre un hélicoptère irakien Mil Mi-8 Hip le 6 février 1991. L'hélicoptère a croisé une paire de F-14A du VF-1 Wolfpack de l'USS Ranger dans le golfe Persique et a été abattu par un missile AIM-9 Sidewinder. Un F-14B du VF-103 a été perdu le 21 janvier 1991, un membre de l'équipage ayant été secouru et l'autre fait prisonnier de guerre.
Depuis la fin de la guerre du Golfe, l’ONU a patrouillé dans le ciel irakien pour contrôler les zones d’exclusion aérienne au nord et au sud. Au cours des premiers jours de 1999, 2 F-15 de l'USAF et 4 F-14D (VF-213) de l'US Navy ont été engagés par environ 13 MiG et Mirage F1 irakiens au-dessus de la zone d'exclusion aérienne dans le sud de l'Irak. Conformément aux résolutions de l'ONU, les F-15 et les F-14 ont tiré des missiles à longue portée sur les Irakiens. Aucun avion irakien n'a été touché, mais un chasseur irakien se serait écrasé à l'approche de sa base aérienne en raison d'un manque de carburant.
Après cet incident, l'ONU continua de contrôler les zones d'exclusion aérienne, sans être dérangée par les forces de Saddam.

### Missions en ex-Yougoslavie

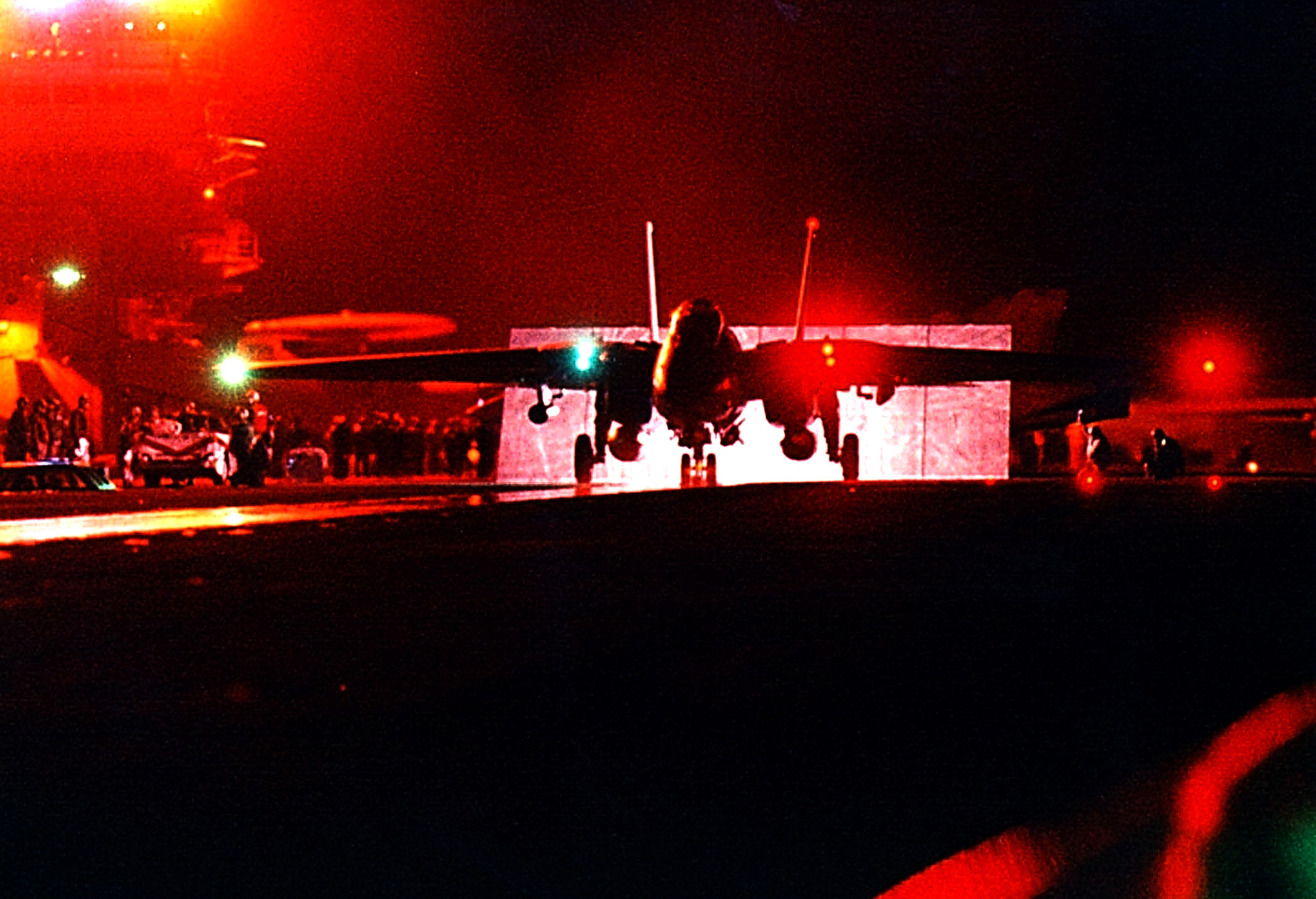
Un F-14 « Tomcat » avant un lancement de nuit depuis le porte-avions américain USS Theodore Roosevelt (CVN-71) participant à des missions de frappe au-dessus de l'ex-Yougoslavie à l'appui des forces alliées de l'opération de l'OTAN.

Lorsque l’OTAN a décidé d’intervenir dans la guerre dans ce qui était autrefois connu sous le nom de Yougoslavie, des avions de combat de divers pays de l’OTAN ont effectué des missions de reconnaissance et de combat.
Des porte-avions de la marine américaine avec à leur bord le CVW-8 étaient stationnés dans la mer Adriatique. En soutien aux troupes de l'IFOR et de la SFOR en ex-Yougoslavie, les F-14 de plusieurs escadrons ont effectué des missions multi-rôles : Frappes air-sol contre des cibles hostiles (CAS, Close Air Support), Forward Air Control (FAC) et missions de reconnaissance TARPS. Dans ce conflit, les Tomcats ont lancé pour la première fois des bombes à guidage laser. En outre, volant depuis des porte-avions américains, le F-14 représentait le seul avion de reconnaissance photographique américain dans l'Adriatique (à l'exception des drones de reconnaissance sans pilote).

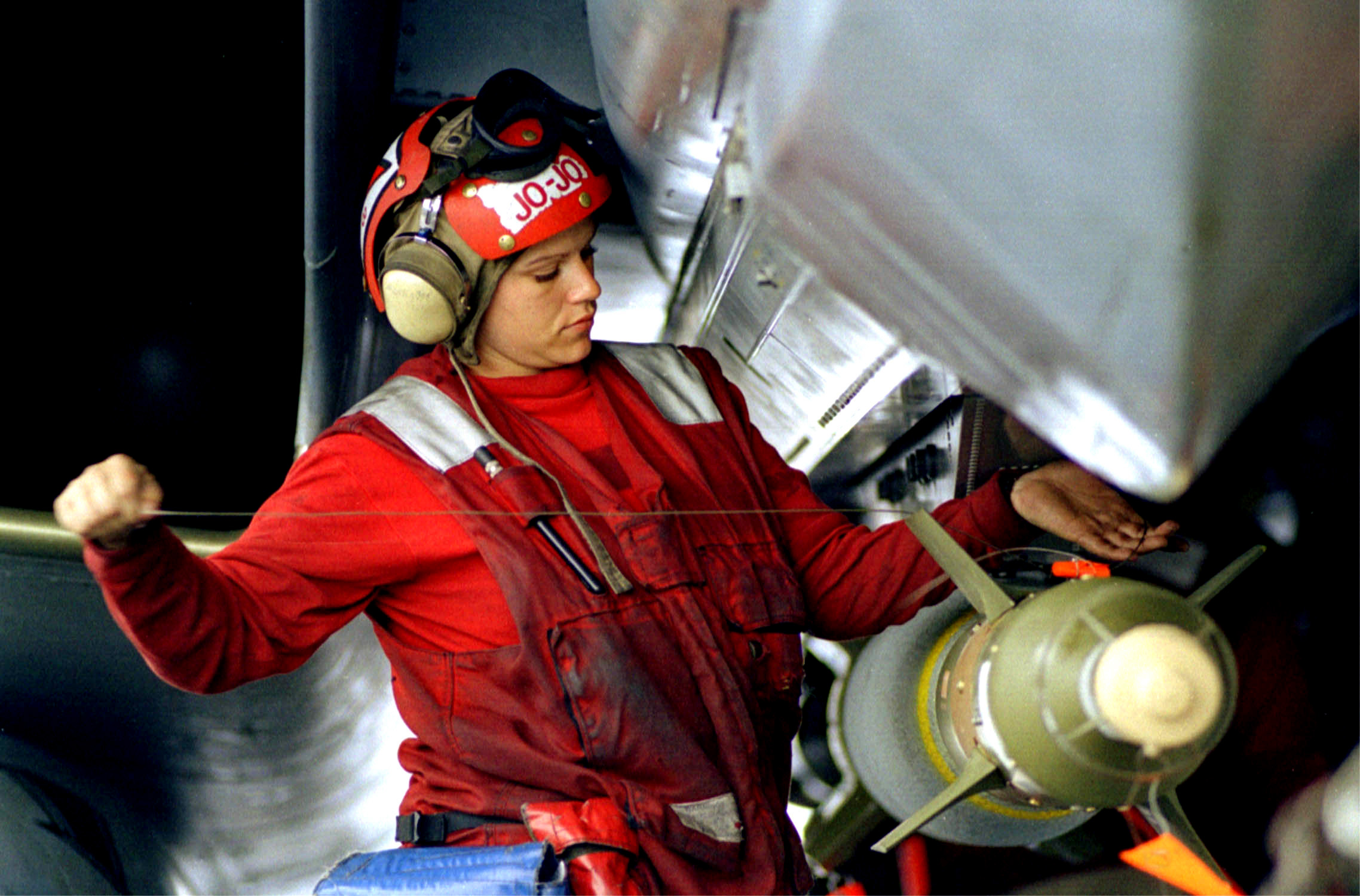
Câblage final à une bombe à guidage laser GBU-24 sur un F-14 Tomcat de l'USS Theodore Roosevelt (CVN 71) le 4 mai 1999

Crise du Kosovo : En mars 1999, l'OTAN a décidé de frapper les forces serbes en raison de la poursuite des expulsions ethniques et des massacres contre le peuple albanais au Kosovo. Pour mettre fin à la terreur yougoslave, l’OTAN a bombardé la Serbie pendant des semaines, jour et nuit. Les États-Unis envoient entre autres le porte-avions USS Theodore Roosevelt qui assure le lancement de F-14. Le rôle des F-14 était la suppression des chasseurs ennemis, le contrôle aérien avancé, la reconnaissance aérienne ainsi que les attaques air-sol de précision guidées par laser. Lorsque les frappes aériennes ont pris fin, le rôle des combattants alliés a été modifié pour assurer la couverture des troupes internationales de la KFOR qui occupaient le Kosovo.
Entre le 6 avril et le 9 juin, les chasseurs du CVW-8 ont effectué 4270 sorties au total et 3 055 sorties de combat sans aucune perte. Les F-14, EA-6B et F/A-18 du CVW-8 ont détruit ou endommagé un total de 477 cibles tactiques et 88 cibles fixes. Entre autres, les F-14 du VF-14 "Tophatters" depuis l'USS John F. Kennedy ont largué quelque 350 bombes à guidage laser (un total de 350 000 livres) et ont également effectué des missions de couverture pour d'autres avions d'attaque de la coalition.

### Intervention en Afghanistan

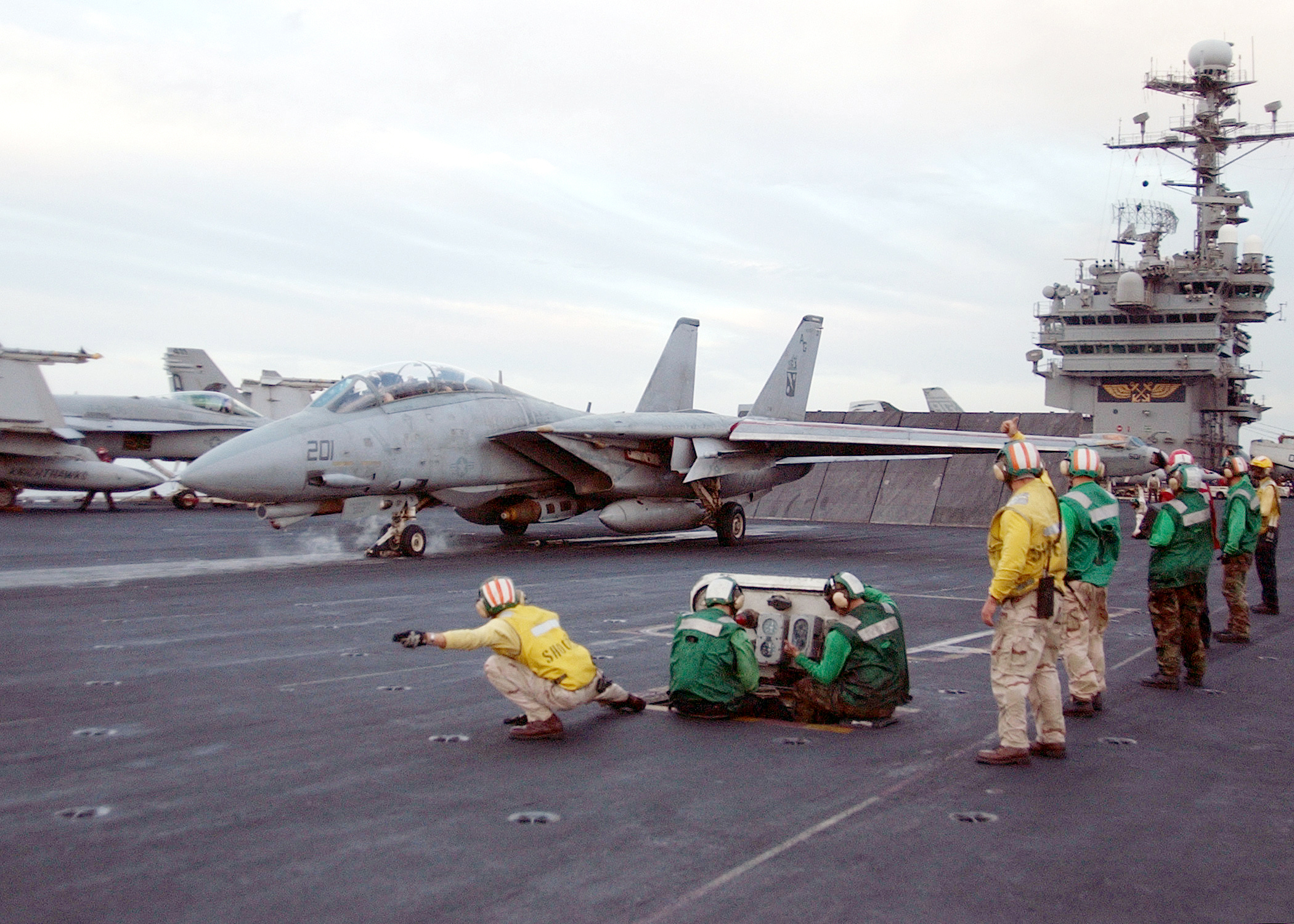
A bord de l'USS John F. Kennedy (CV 67), le 19 mars 2002, un F-14 Tomcat affecté aux « Red Rippers » du Fighter Squadron One One (VF-11) est lancé pour des missions de combat au-dessus de l'Afghanistan

Le 11 septembre 2001, des terroristes ont attaqué les États-Unis avec des avions de ligne détournés qu'ils ont utilisés comme bombes volantes. Jamais dans l’histoire moderne un tel acte terroriste n’avait eu lieu. Le monde entier était sous le choc.
Le 12 septembre 2001, l'OTAN a mis en œuvre l'article 5, qui stipulait qu'une attaque contre un membre en Europe ou en Amérique du Nord était une attaque contre tous.
Les terroristes ont été identifiés comme appartenant au groupe Al-Qaïda à la tête de laquelle se trouve Oussama Ben Laden, vivant en Afghanistan sous la protection du régime taliban au pouvoir. Dans leur lutte contre le terrorisme, les États-Unis ont été rejoints par toutes les nations du monde (à l'exception de l'Afghanistan et de l'Irak), quelle que soit l'orientation religieuse du pays. Quelques semaines après les attentats terroristes, les forces américaines et britanniques ont lancé une vaste série de frappes pour combattre les terroristes et leur réseau, leurs infrastructures et leurs armes.
Le 7 octobre 2001 des opérations de combats incluant des frappes de bombardiers Rockwell B-1 Lancer, de Northrop B-2 Spirit et de Boeing B-52 Stratofortress, d'avions de chasse Grumman F-14 Tomcat et McDonnell Douglas F/A-18 Hornet, ainsi que de missiles de croisière BGM-109 Tomahawk lancés à partir de navires et sous-marins américains et britanniques marquent le début de l'opération Enduring Freedom - Afghanistan (OEF-A). Les objectifs militaires de l'opération, mis en avant par George W. Bush, ont comme finalité la destruction des camps d'entrainement et des infrastructures terroristes en Afghanistan, la capture des leaders d'Al-Qaïda, et la cessation des activités terroristes dans le pays,,. Les cibles étaient des bases terroristes, des armes et des véhicules, des camps d'entraînement et des unités militaires talibanes. De plus, les attaques ont été placées comme un stimulateur de première ligne pour ce qu'on appelle « l'Alliance du Nord ». Ce groupe d’Afghans anti-talibans s’est déplacé du nord de l’Afghanistan vers le sud dans le cadre de leur lutte de longue durée contre le régime taliban.
Le 9 octobre 2001, le VF-14 a mené la première frappe aérienne tactique à longue portée, parcourant plus de 1 700 milles aller-retour jusqu'à Mazar-e Sharif, où les avions talibans ont été détruits au sol. De nombreuses frappes avec des munitions à guidage de précision ont suivi par les escadrilles VF-14, VF-41, VF-102, VF-211 et VF-213.

### Invasion de l'Irak par les États-Unis en 2003
Depuis la Guerre du Golfe, le gouvernement irakien a joué pendant 12 ans avec les inspecteurs de l’ONU qui n’a pas réussi à désarmer et à détruire complètement leurs armes, comme le préconisaient les résolutions de l’ONU. En mars 2003, les États-Unis ont décidé unilatéralement d'entrer en guerre contre l’Irak sans résolution de l’ONU.
Les F-14 Tomcats ont pris part à la guerre au sein de plusieurs Carrier Air Wings. Le commandant adjoint du CVW-41 (USS Abraham Lincoln) a déclaré que même avec l'arrivée du F/A-18E, le F-14 reste « la plate-forme de choix pour le ciblage de précision ».
Cinq escadrons de F-14 y ont participé : VF-2, VF-31, VF-32, VF-211 et VF-213.

## Variantes
Un total de 712 F-14 furent construits entre 1969 et 1990 dans l'usine Grumman de Bethpage, État de New York :
- YF-14A : 2 Prototypes et avions de préproduction. 12 furent construits ;
- F-14A : 545 F-14A furent livrés à l'US Navy et 79 à l'Iran (le 80e F-14A construit pour l'Iran fut livré à l'US Navy[34]). Les 102 derniers F-14A furent livrés avec une version améliorée du moteur TF30-P-414A[35]. Des modifications furent introduites en fin de vie pour ajouter le tir de munitions de précision ;
- F-14/TARPS : F-14A équipés pour transporter le Tactical Air Reconnaissance Pod System (pod de reconnaissance aérienne tactique). Environ 50 avions convertis à partir de 1981.
- F-14A + Plus ou F-14B : Version améliorée du F-14A à partir du 14 novembre 1987, avec des moteurs General Electric F110-400. Une grande partie de l'avionique fut conservée ainsi que le radar AN/AWG-9. 38 nouveaux avions furent construits et 48 F-14A furent mis au standard de la version B[36]. À la fin des années 1990, 67 F-14B furent modifiés pour prolonger la durée de vie de leur structure et améliorer l'avionique offensive et défensive. Cette nouvelle version reçut le nom de F-14B Upgrade[35] ;
- F-14C: Développement prévu d'un Tomcat avec des moteurs TF30-P-414A, d'une avionique plus moderne, avec des capacités d'attaque au sol. Abandonné au profit d'une nouvelle commande de A-6 Intruder.
- F-14D Super Tomcat : La dernière version opérationnelle du F-14 en 1990. Les moteurs TF-30 originaux furent remplacés par des General Electric F110-400, comme pour le F-14B. Le F-14D eut aussi une nouvelle avionique numérique, une planche de bord tout écran et un nouveau radar AN/APG-71 en remplacement de l'AN/AWG-9. 37 avions furent construits et 18 F-14A mis à jour[36] ;
- Une version avancée de l'avion, le Super Tomcat 21, a été envisagée. Ses caractéristiques comprenaient entre autres une vitesse de croisière supersonique, une signature radar réduite et une plus grande autonomie. Mais Dick Cheney, alors ministre de la Défense, ordonna la fin du programme F-14 et la destruction des chaînes de montage de l'avion. C'est également à son initiative que fut lancé le développement du F/A-18E/F Super Hornet, destiné à assurer le rôle qui aurait pu échoir au Super Tomcat 21[36] ;
- F-14AM Tomcat : Version améliorée du F-14A effectuée par l'Iran. Deux F-14 (N° 160343 et 160347) sont équipés de nouveaux missiles Fakour 90. Selon les propos du colonel Asqar Shafiyee, commandant-adjoint de la 8è base aérienne iranienne, les F-14A Tomcat iraniens vont être pourvus d'un nouveau radar élaboré localement, en lieu et place de l'AN/AWG-9 à effet Doppler compatible notamment avec le missile air-air russe Vympel R-73[37].

## Accidents et pertes
161 pertes d'appareils ont été enregistrées depuis le premier vol du prototype F-14A le 30 décembre 1970 :
- 147 pertes de F-14A
- 12 pertes de F-14B
- 2 pertes de F-14D[38]

## Retrait
En 1994, le Congrès des États-Unis a rejeté les propositions de la société Grumman de développer une nouvelle version du F-14, le Super Tomcat 21. Il a été décidé de remplacer le F-14 par le F/A-18E/F Super Hornet, bien que cet avion ne dispose pas d'un radar aussi puissant ni de missiles aussi performants que ceux du F-14.

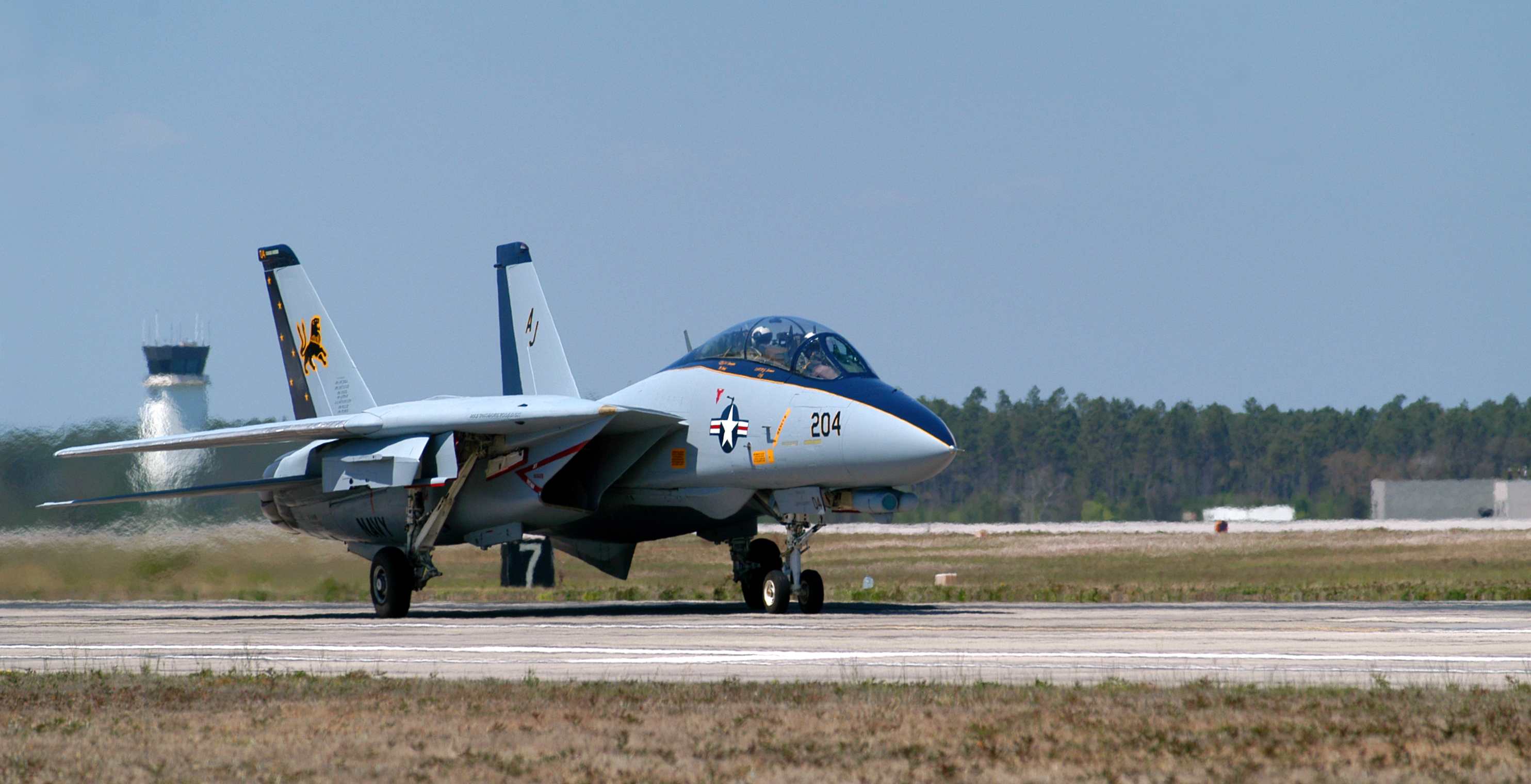
Le dernier F-14 Tomcat à effectuer une mission de combat arrive à la base aéronavale de Pensacola, en Floride le 13 avril 2006.

La dernière mission de guerre du F-14, une opération de bombardement sur l'Irak, eut lieu le 8 février 2006. Le F-14D (F-14A converti en -D en 1991) n° 161159 était affecté à l'escadrille Two One three (VF-213) "Black Lions", dans le cadre du Carrier Air Wing Eight (CVW-8), embarqué à bord de l'USS Theodore Roosevelt (CVN 71).

Le dernier vol officiel du F-14 est effectué par le F-14D AJ103 N° 163902 du VF-31 le 22 septembre 2006 à 11h15.

Le dernier vol d'un F-14 américain eut lieu le 4 octobre 2006.

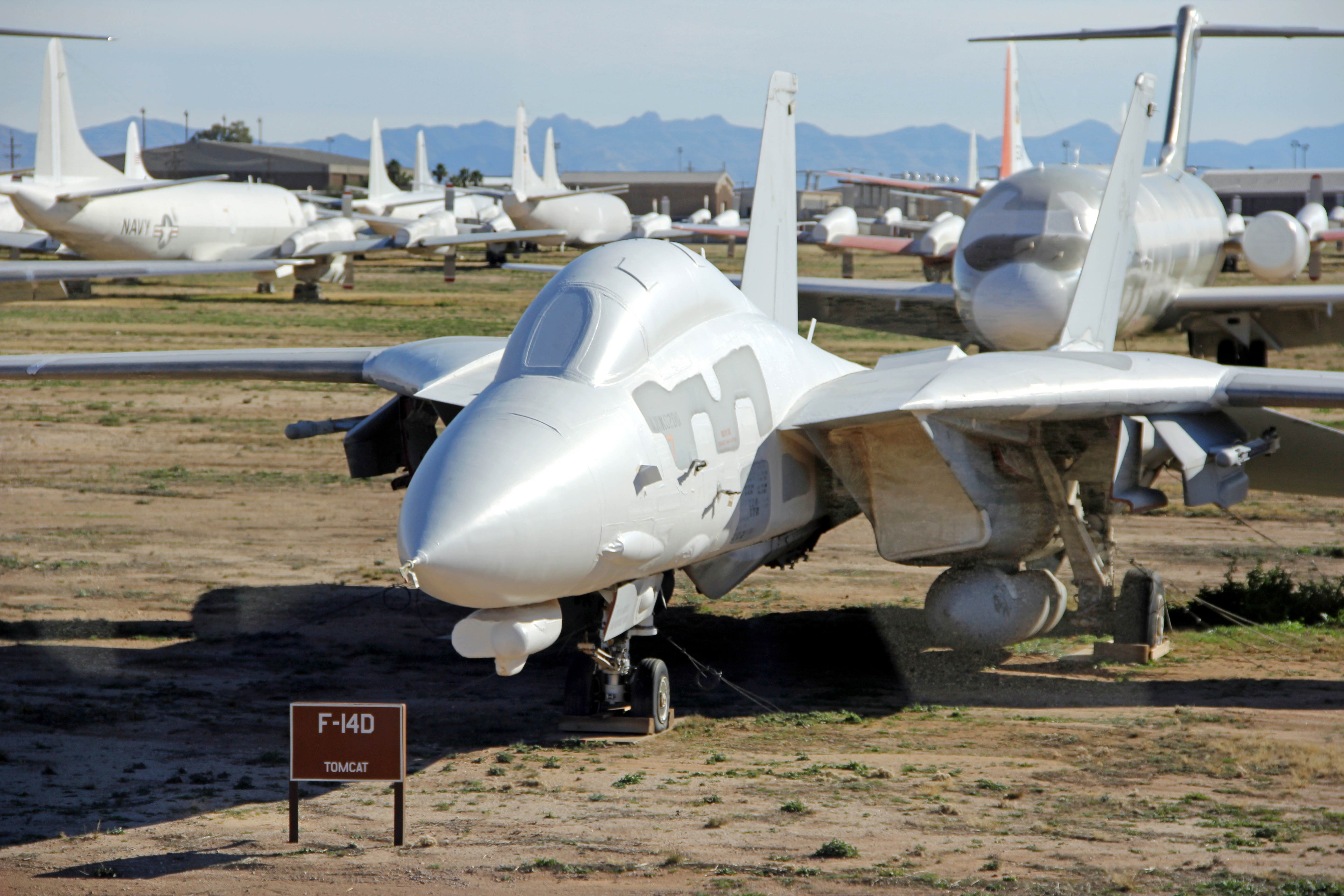
F-14D au 309th AMARG "Boneyard", Tucson en 2015

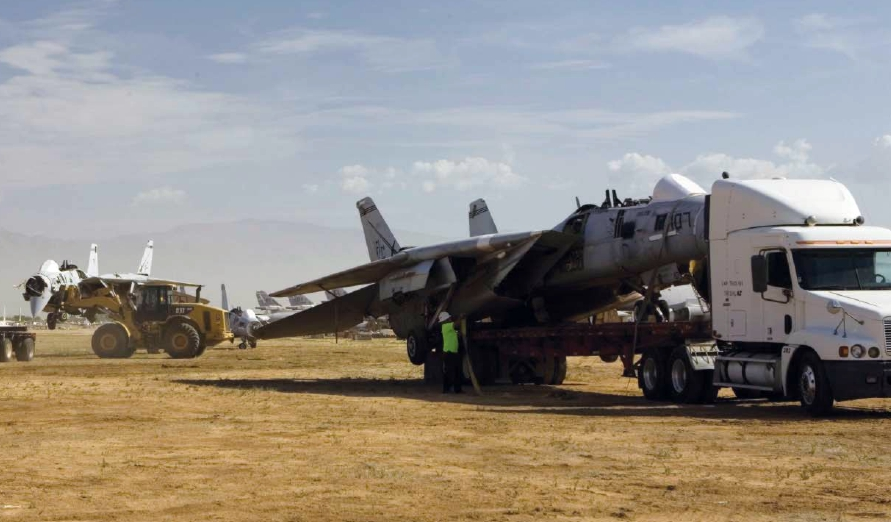
Deux F-14 avant démolition en 2009

Depuis, beaucoup d'appareils ont été donnés à des musées (91 expositions recensées au États-Unis), 8 sont encore stockés en 2024 au 309th Aerospace Maintenance and Regeneration Group (3 F-14A n° 159437 n° 160671 n° 160928, 2 F-14B n° 162691 n° 163409, 3 F-14D n° 164341 n° 164345 n° 164602), une installation de service gérée par l'US Air Force Material Command située dans la ville de Tucson, Arizona, États-Unis (coordonnées: 32°09'54N 110°51'25W). Les autres avions ont été démantelés, afin que l'Iran ne puisse pas obtenir clandestinement de pièces de rechange. L'Iran, le seul acquéreur étranger de cet avion, est aujourd'hui le seul utilisateur du F-14.

## Vidéos
- Vol supersonique d'un F-14A en 1986.
- Passage d'un F-14 à 35 mètres au-dessus du niveau de la mer.

## Culture populaire

Emblème du VF-1 du film Top Gun

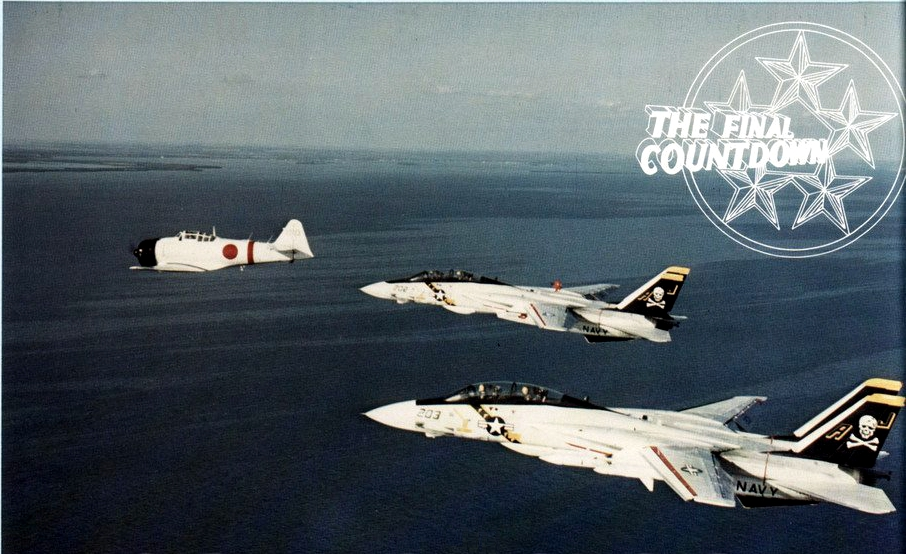
Deux F-14 pourchassent un North American T-6 Texan, maquillé en Mitsubishi A6M, pendant le tournage de Nimitz, retour vers l'enfer, en 1979.

Dans le film Top Gun (1986), les personnages principaux Pete "Maverick" Mitchell (Tom Cruise) et Nick "Goose" Bradshaw (Anthony Edwards) servent dans une version fictive de l'escadrille VF-1 (en) sur l'USS Enterprise (CVN-65) ; cette version fictive du VF1 porte l'insigne du VAW-110, qui était un escadron AWACS exploitant le Grumman E-2 Hawkeye depuis la base aéronavale de Miramar. Les véritables avions de l'escadrille VF-1 sont visibles en arrière-plan des clichés pris sur la Base aéronavale de Miramar. Les scènes d'appontages et de catapultages du film sont censées se passer sur l'Enterprise mais ont en fait été filmées sur le porte-avions USS Ranger qui abritait effectivement l'escadrille VF-1.
En plus d'être l'avion vedette du film Top Gun (1986), le F-14 apparaît dans un grand nombre de films ayant un rapport avec l'US Navy. Il apparait également dans l'opus Top Gun : Maverick, dans la dernière scène de combat.
Dans Nimitz, retour vers l'enfer (1980), deux Tomcat de l'escadrille VF-84 "Jolly Roger" sont ramenés dans le passé en 1941, avec le porte-avions USS Nimitz, et affrontent des Mitsubishi A6M dans une longue scène de combat aérien.
Dans Ultime Décision (1996), des F-14 encadrent le Boeing 747-200 détourné par des terroristes.
En 1987, la société Williams sort F-14 Tomcat, un flipper conçu par Steve Ritchie (en) et produit à 14 502 exemplaires.
Le F-14 figure dans de nombreux épisodes de la série JAG (1995-2005).
Les appareils transformables "Valkyries" sont inspirés du F-14 Tomcat dans l'anime japonais The Super Dimension Fortress Macross.

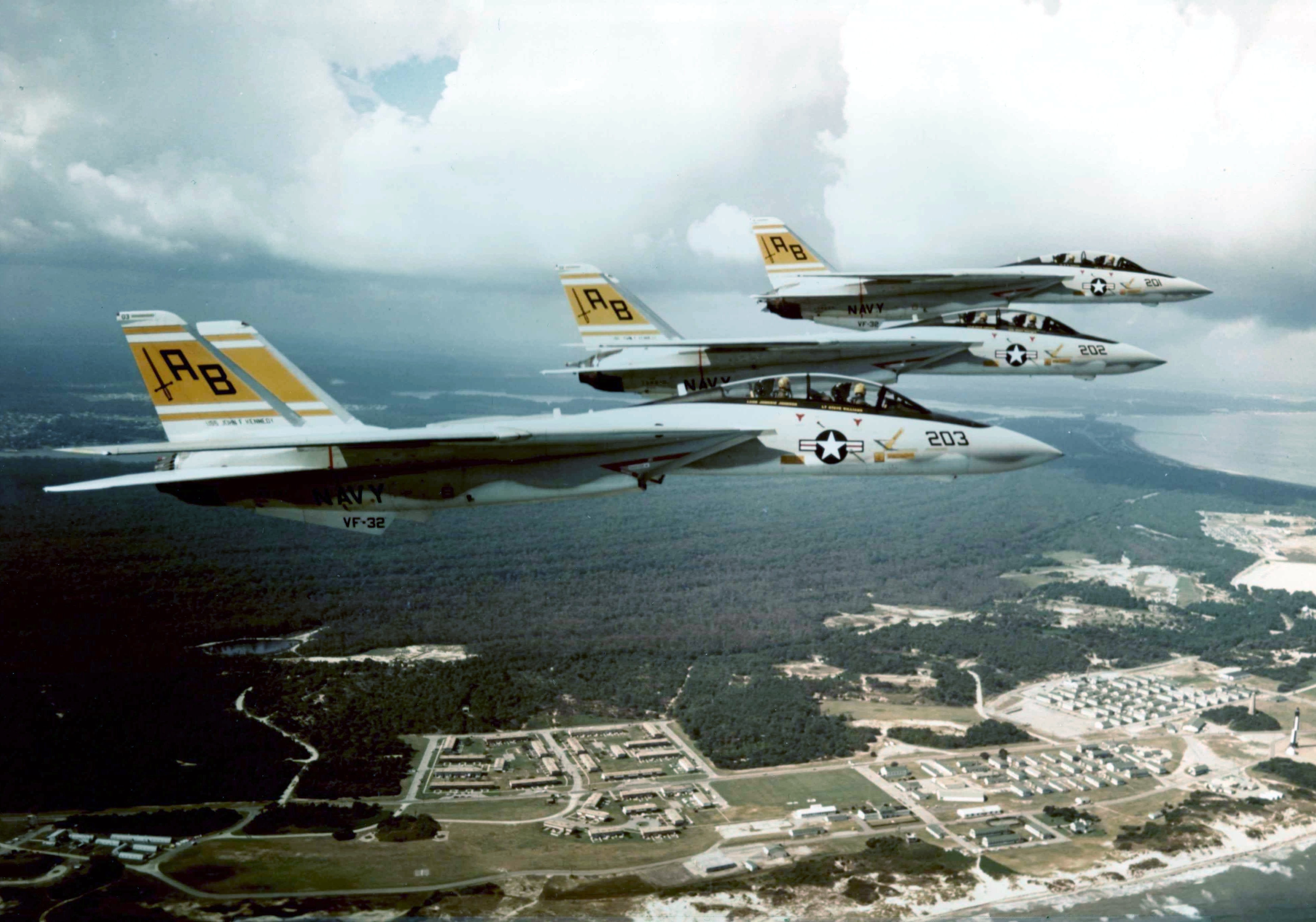
3 F-14A du VF-32 "Fighting Swordsmen"

Dans l'univers de la bande dessinée, le F-14A (de l'escadrille VF-32 "Fighting Swordsmen" sur l'USS John F. Kennedy) joue un rôle clé dans trois albums de la bande dessinée franco-belge Les Aventures de Buck Danny : Mission Apocalypse (1983), Les Pilotes de l'enfer (1984) et Le Feu du ciel (1986).
Dans l'univers du jeu vidéo, le F-14 apparaît dans After Burner (1987) et nombre de simulations aériennes : Tomcat Alley (1994), FlightGear Flight Simulator (1996), Flight Simulator X (2006), Over G Fighters (2006), Digital Combat Simulator (2008), Tom Clancy's H.A.W.X (2009), Microsoft Flight Simulator (2020), et dans la plupart des jeux Ace Combat (1993-2019). On le retrouve également dans le jeu de stratégie Empire Earth (2001) et, en tant qu'intercepteur longue portée de l'OTAN, dans les jeux Wargame: AirLand Battle (2013) et Wargame: Red Dragon (2014). Le F-14A dans sa forme "early" ainsi que le F-14B sont présents dans le jeu War Thunder (2013) depuis la mise à jour "Danger Zone", ainsi qu'une version nommée "F-14A IRAN" qu'on peut dater à 2019 au vu de son armement (Fakour-90) qui est en dotation après la réussite de défis événementiels des joueurs de la mise à jour d'août. Le F-14 apparaît aussi dans les nombreuses adaptations en jeu vidéo du film Top Gun, sorties de 1986 à 2014.

### Développement lié
- F-111B

### Aéronefs comparables
- F-15 Eagle
- F/A-18E/F Super Hornet
- General Dynamics F-111
- Panavia Tornado
- Soukhoï Su-27 Flanker
- MiG-31
- Dassault Mirage 2000